# 1. Garde-Regiment zu Fuß

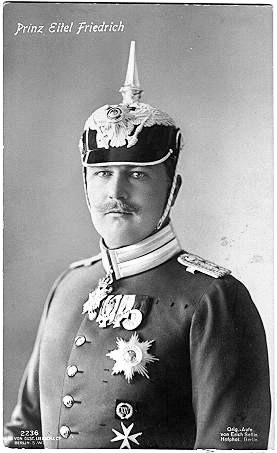
Prinz Eitel Friedrich von Preußen als Hauptmann im 1. Garde-Regiment zu Fuß

Das 1. Garde-Regiment zu Fuß war ein Infanterieverband der Preußischen Armee, dessen Tradition bis zum Regiment Kurfürst zu Fuß von 1675 zurückreicht.

## Geschichte
Das Regiment wurde 1806 nach der Niederlage Preußens gegen Napoleon in der Doppelschlacht bei Jena und Auerstedt aus den Resten der früheren Garden zu Fuß neu aufgestellt und war von Anfang an das Leibregiment der Könige von Preußen. Bis auf Wilhelm II., der auch die Uniformen anderer Regimenter trug, trugen seit 1806 alle preußischen Könige und die meisten Prinzen von Preußen die Uniform des 1. Garde-Regiments zu Fuß. Der König von Preußen war jeweils zugleich Regimentschef, Chef des I. Bataillons und Chef der 1. Kompanie dieses Regiments. Daher hatte dieses Regiment auch den höchsten Rang innerhalb der Armee, was sich unter anderem darin zeigte, dass das Offizierskorps des 1. Garde-Regiments zu Fuß beim traditionellen Neujahrsempfang noch vor den Reichsfürsten und dem Diplomatischen Corps am Thron vorbei defilieren durfte. Inoffiziell wurde auch vom „Ersten Regiment der Christenheit“ gesprochen.
Das Regiment lag mit der Masse seiner Soldaten in der Kaserne in der Priesterstraße in Potsdam gegenüber der Potsdamer Garnisonkirche und schräg gegenüber dem Stadtschloss. Die enge Verbundenheit des Regiments mit seinen königlichen Chefs fußte neben der persönlichen Führung durch den König und der Tatsache, dass alle Prinzen von Preußen jeweils an ihrem zehnten Geburtstag als Leutnant in dieses Regiment in die Armee eingestellt wurden, um dort ihre militärische Ausbildung zu erhalten, auch darauf, dass der größte Teil des praktischen Dienstes im Lustgarten unmittelbar vor dem Schloss stattfand.
Neben den für Gardeformationen typischen Wach- und Repräsentationsaufgaben nahm das 1. Garde-Regiment zu Fuß in Friedenszeiten auch die Funktion einer Lehr- und Versuchstruppe wahr. Hier wurden nicht nur neue Bekleidung, Ausrüstung und Waffen vor der Einführung für die gesamte Infanterie erprobt und geprüft, sondern auch neue Vorschriften schulmäßig angewendet und gegebenenfalls nachgebessert, bevor sie für die Armee erlassen wurden. In diesem Zusammenhang ist auch zu verstehen, dass das Lehr-Infanterie Bataillon in Potsdam dem 1. Garde-Regiment zu Fuß angegliedert war, zu dessen Offizieren die des Bataillons zählten.
Wie alle Regimenter der Alten Armee (bis 1871 Preußische Armee, danach Deutsches Heer) wurde auch das 1. Garde-Regiment zu Fuß nach dem Ersten Weltkrieg aufgelöst und ging in der Reichswehr auf. Dort wurde die Tradition von der 1. Kompanie des Infanterie-Regiments 9 bis zum Ende des Zweiten Weltkriegs weitergeführt. Seit 1961 führt das Wachbataillon beim Bundesministerium der Verteidigung (zunächst nur mit der 2. Kompanie, seit 1991 als Bataillon) die Tradition fort. Bereits 1921 wurde jedoch von den ehemaligen Soldaten des 1. Garde-Regiments zu Fuß ein Verein zur Pflege der Tradition und Kameradschaft gegründet, dem sich auch die nachfolgenden Truppenteile anschlossen. Nach dem Wahlspruch des Regiments und seiner Traditionsfolger „semper talis“, was zugleich auch der Schlachtruf dieser Truppenteile war und ist, heißt dieser bis heute bestehende Verein „Semper talis Bund“.

## Entwicklung des Regiments

### Vorläufer

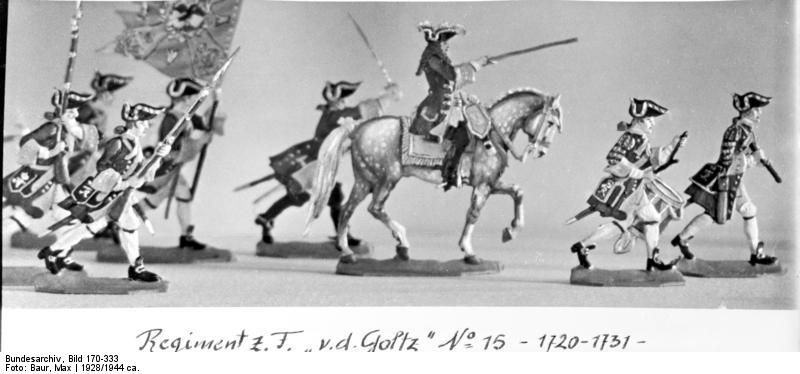
Zinnsoldaten des Infanterieregiments Nr. 15 von der Goltz bzw. Kronprinz; 1720–1730

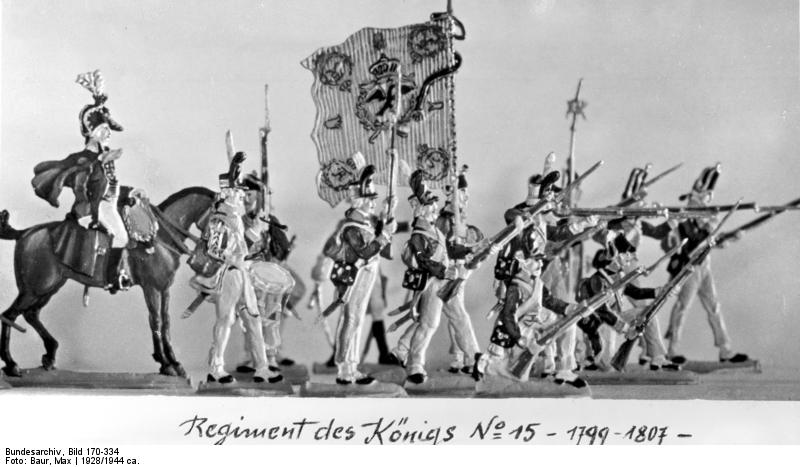
Zinnsoldaten des Regiments des Königs Nr. 15; 1799–1807

Vor der Neuaufstellung und Neuordnung der Armee nach 1806 hatten zwei Regimenter der preußischen Infanterie Garderang, die auch als unmittelbare Stammtruppen des 1. Garde-Regiments zu Fuß gelten. Es waren dies die Regimenter, die der Soldatenkönig Friedrich Wilhelm I. und sein Sohn Friedrich der Große jeweils als Kronprinzen geführt hatten, um sie nach ihrer Krönung zu ihrem jeweiligen Leibregiment zu erheben. Friedrich der Große erhielt dabei dem Regiment seines Vaters den Garderang. Die beiden Regimenter sind in eigenen Artikeln dargestellt.
- Infanterieregiment No. 6
- Infanterieregiment No. 15

Durch die Vorgänger-Regimenter lässt sich die Traditionslinie auf den 10. Juni 1675, den Errichtungstag des Infanterieregiments No. 6 Kurprinz, zurückführen.

### Aufstellung
In der Schlacht von Jena und Auerstedt waren am 14. Oktober 1806 auch die beiden alten preußischen Garde Infanterieregimenter No. 6 und 15 mit dem Rest der Armee untergegangen. Lediglich ein Zug der Leibkompanie des I. Bataillons Leibgarde No. 15 unter Führung des Secondelieutenants Julius Ludwig von Pogwisch war als Wache beim Gepäck der königlichen Familie und zur Bedeckung des Königlichen Hauptquartiers auf dem Weg nach Memel. Am 4. November 1806 traf das Königliche Hauptquartier und mit ihm dieser Zug in Graudenz ein.

„Der König war schon vollständig von den Ereignissen bei Prenzlau und Erfurt unterrichtet. Allerhöchstdieselben befahlen an demselben Tage, daß das Commando des Secondelieutenant von Pogwisch den Stamm und das Depot für die neu zu errichtende Fußgarde bilden sollte; daß ferner diesem Depot die kleine Anzahl »Unrangierter der Garde«, welche am 3. in Graudenz nebst einigen Reconvalescenten eingetroffen, einverleibt werden sollte, und daß alle noch ferner eintreffenden Selbstranzionirten der Garde zu demselben kommen sollten. Seine Majestät sahen also diesen Stamm als eine Fortsetzung der Alten Garde an, wie sich dies noch fernerhin bei den verschiedensten Gelegenheiten ausspricht, und wenn Sie fernerhin befahlen, daß die in West- und Ostpreußen garnisonierenden Regimenter geeignete Mannschaften an das Garde-Depot abgeben sollten, so war dies nur dieselbe Art der Rekrutierung, wie sie von jeher bei der Garde bestanden hatte. […] Schon auf dem Marsche nach Graudenz hatten sich der Königlichen Equipagen-Colonne vielfach Kommandierte und Versprengte von verschiedenen Regimentern angeschlossen, welche, so weit sie zur Garde geeignet waren, beim Depot eingestellt wurden. Hierdurch bis auf einige fünfzig Mann angewachsen, marschierte das Garde-Depot am 15. November mit dem Königlichen Hauptquartier von Graudenz über Freistadt, Deutsch Eylau nach Osterode. Hier blieb es mit dem Hauptquartier bis zum 24. und trafen in dieser Stadt die ersten einbeorderten Ersatzmannschaften von den Ostpreußischen Regimentern, einige 30 Mann, beim Depot ein. Da man keine Uniformen für dieselben hatte, so erhielt die Abteilung ein höchst buntartiges Aussehen, was während der nächsten zwei Monate noch immer zunahm.“

Die Keimzelle des künftigen 1. Garde-Regiments zu Fuß wurde unter der Bezeichnung Garde-Depot aufgestellt.
Es war als eine Art Auffanglager für aus der Kriegsgefangenschaft Entlassene, aus der Kriegsgefangenschaft Entflohene und alle weiteren geeigneten Männer, die den Stamm der neuen Garde zu Fuß bilden sollten, gedacht. Demnach beabsichtigte der König schon im Zusammenbruch eine Neuformierung seiner Fußgarden und damit auch der gesamten Armee.

Wilhelm II. reitet die Front des 1. Garde-Regiments zu Fuß ab (Gemälde von Carl Röchling)

### Aufbau
Nachdem Sekondeleutnant von Pogwisch zunächst nur 25 Mann aus der Leibkompanie der ehemaligen Garde hatte, verdoppelte sich dieser kleine Bestand bereits innerhalb von zwei Wochen durch Angehörige der alten Garden, die sich nach der Kapitulation ihrer geschlagenen Armeen auf teilweise abenteuerlichsten Wegen zum königlichen Hauptquartier durchschlugen. Das wurde diesen noch dadurch erschwert, dass sich dieses Hauptquartier ständig bewegte. Innerhalb von eineinhalb weiteren Wochen trafen die ersten Ersatzmannschaften aus West- und Ostpreußen ein, die aus den dort liegenden Regimentern für die Garde ausgewählt, zu ihr versetzt und in Marsch gesetzt worden waren. Am 24. November 1806 zählte das Garde-Depot etwa 80 Mann. Für Kampfeinsätze war es damit ungeeignet und auch nicht gedacht. Vielmehr diente es nicht nur dem Namen nach als Depot für die nach und nach aber ständig ankommenden Soldaten der alten Garden. Zum Teil waren diese in den Gefechten gegen die französischen Truppen verwundet worden und mussten erst ihre Wunden auskurieren, bevor sie sich auf den langen, gefahrvollen und beschwerlichen Weg machen konnten, oder ihnen musste die Flucht aus der Gefangenschaft gelingen. Innerhalb von weiteren zwei Monaten hatten sich genügend Mannschaften und Unteroffiziere in Memel eingefunden, dass am 24. Januar 1807 das Garde-Depot in zwei Kompanien formiert werden konnte. Pogwisch führte einerseits das Kommando über das gesamte Garde-Depot weiter, hatte aber dazu noch die unmittelbare Führung der 1. Kompanie, der späteren Leibkompanie, bekommen. Die 2. Kompanie erhielt Secondelieutenant Heinrich Werner Friedrich von Below. Durch den anhaltenden Zulauf sah sich der König bereits im April veranlasst, Secondelieutenant von Pogwisch von der Gesamtführung zu entlasten, ihm aber die Führung der 1. Kompanie zu belassen. Anstelle des noch unerfahrenen, jungen Offiziers, übertrug er am 16. April 1807 das Kommando dem Major Gustav von Kessel. Währenddessen fanden immer noch Kämpfe der mit Russland verbündeten Preußen gegen Napoleon statt. Die Niederlage der verbündeten Truppen in der Schlacht bei Friedland und die Besetzung der preußischen Krönungsstadt Königsberg durch die Franzosen führte schließlich zum Waffenstillstand, der dem Friede von Tilsit vorausging. Anlässlich dieses Waffenstillstandes erließ Friedrich Wilhelm III. am 27. Juni 1807 in Piktupöhnen bei Tilsit eine Allerhöchste Kabinettsordre (A.K.O.):

„Da jetzt ein Waffenstillstand auch preußischer Seits abgeschlossen ist, so ist dieser Augenblick der günstigste, um aus den zwei Compagnien Garde 1 Bataillon von 4 Compagnien zu formiren, und haben Sie diese Veränderung sogleich vorzunehmen.“

Um den inneren Zusammenhalt der Truppe zu stärken, wurden die bisherigen Kompanien aufgelöst und die Soldaten so verteilt, dass zur 1. Kompanie die Leute vom ehemaligen I. Bataillon Leibgarde Nr. 15, zur 2. Kompanie die Leute vom Bataillon Grenadiergarde Nr. 6 und zur 3. und 4. Kompanie die Leute vom Regiment Garde Nr. 15 kamen. Die Mannschaften von anderen Regimentern wurden so auf die Kompanien verteilt, dass diese etwa gleich stark waren. Zwischenzeitlich hatte der musikalisch begabte König die Zeit gefunden, für seine neue Garde einen Marsch zu komponieren. Dieser findet sich bis heute als Marsch I. Bataillon Garde in der Armeemarschsammlung (AM I, 23) und war der Präsentiermarsch dieses Bataillons.
Nachdem am 7. Juli 1807 der Friedensvertrag in Tilsit unterschrieben worden war, erhielt die Garde bedeutenden Zuwachs aus dem im Zuge dieses Vertrages aufgelösten Freikorps von Krockow, das sich bei der Belagerung von Danzig hervorragend geschlagen hatte. Der aus dem Husaren-Regiment Blücher stammende Rittmeister Graf Krockow hatte dieses über 1000 Mann starke Freikorps Mitte Januar 1807 in Danzig aus Freiwilligen und Ranzionierten aller Waffen gebildet. Nach einem Parolebefehl vom 14. Juli 1807 sollte die neu formierte Garde nun nicht mehr, wie bisher häufig geschehen, „Königliche Leibgarde“ oder ähnlich genannt und geschrieben werden, sondern nur noch „Garde zu Fuß“.
Die folgenden eineinhalb Jahre vergingen weitgehend ruhig und waren der Formierung und Ausbildung des Bataillons gewidmet, bis zur A.K.O. vom 9. November 1808:

„Mein lieber Major von Kessel! Ich gebe Euch hierdurch auf, die Garde zu Fuß nun in zwei Bataillons jedes zu vier Compagnien zu theilen […], wonach Ihr also das Erforderliche besorgen werdet. Ich bin Euer wohlgeneigter König. gez. Friedrich Wilhelm“

Major von Kessel halbierte dazu die vorhandenen Kompanien so, dass aus der bisherigen 1. Kompanie eine neue 1. und 2. Kompanie, aus der bisherigen 2. Kompanie die 3. und 4. Kompanie gebildet wurde. Dies war das neue I. Bataillon. Aus der bisherigen 3. Kompanie wurden die 5. und 6. Kompanie gebildet, aus der bisherigen 4. Kompanie die 7. und 8. Kompanie. Wenn man die Stamm-Mannschaften der einzelnen Kompanien betrachtet, so bildeten von nun ab die Mannschaften des alten I. Bataillons Leibgarde Nr. 15 die neue 1. und 2. Kompanie. Die Mannschaften des Bataillons Grenadiergarde Nr. 6 die neue 3. und 4. Kompanie, die des Regiments Garde Nr. 15 die neue 5., 6., 7. und 8. Kompanie, also das II. Bataillon. Diese Art des Ausbaus hatte als Vorteile, einerseits die innere Verbundenheit der Truppe zu erhalten, andererseits in allen Kompanien die Hälfte des Personals als erfahrenen Stamm zu besitzen, an den sich die Neueingereihten anpassen konnten. Durch A.K.O. vom 12. November 1808 erhielt das aus diesen beiden Grenadier-Bataillonen neu gebildete Regiment die Bezeichnung Regiment Garde zu Fuß. Der Kommandeur bekam nicht viel Zeit, sich auf den Aufbau des Regiments zu konzentrieren. Schon vier Monate später kam die nächste A.K.O. vom 17. März 1809, die befahl, die Grenadier-Bataillone auf je 600 Mann Stärke zu bringen, ein zusätzliches Garde-Depot zur Einstellung neuer Mannschaften in Königsberg unter der Leitung von drei Offizieren zu bilden und sich auf die Aufstellung eines weiteren leichten Bataillons von ebenfalls 600 Mann Stärke vorzubereiten. Dieses zusätzliche Bataillon sollte also aus Füsilieren gebildet werden, Grenadiere galten als schwere Infanterie. Die Idee die beiden Infanteriearten in einem Regiment zu mischen, befand sich auf der Höhe des damaligen taktischen Denkens. Dadurch wurde dieses Regiment in die Lage versetzt, ohne Beimischung fremder Truppen die Kolonnentaktik in jeder Form alleine anzuwenden. Mit A.K.O. vom 12. Juni 1809 erhielt dieses neue Bataillon die Bezeichnung Garde-Füsilier-Bataillon, jedoch im Verbande des Regiments Garde zu Fuß.

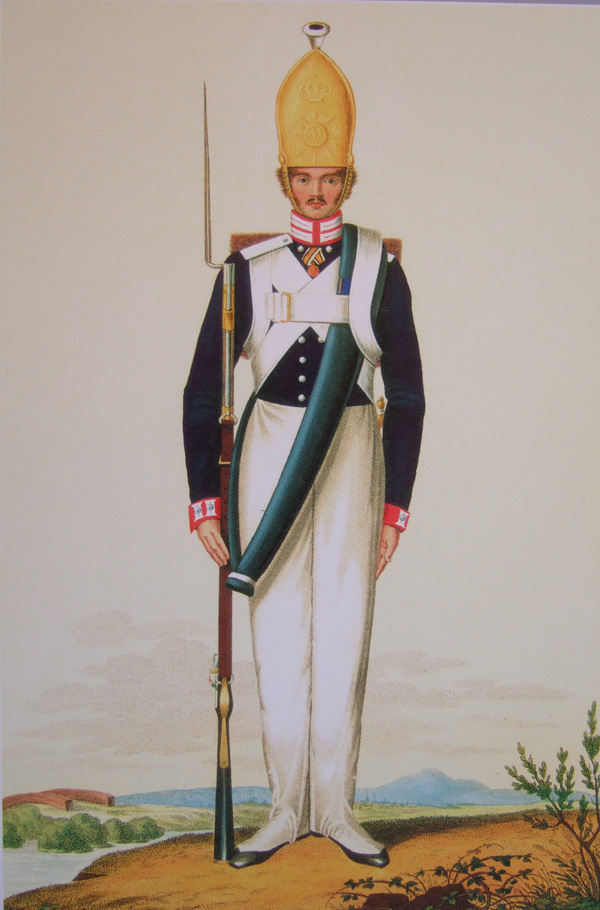
Garde-Infanterist des EGRzF 1825 (Stich von Friedrich Johann Gottlieb Lieder)

Mit A.K.O. vom Mai 1811 wurde aus Abgaben aller Infanterie-Regimenter der Armee ein Normal-Infanterie-Bataillon aufgestellt, das ebenfalls unter das Kommando des Regiments Garde zu Fuß trat. Wie der Name schon andeutet, war der Zweck dieses Truppenteils, eine Lehr- und Versuchstruppe zu sein, eben die „Norm“ zu bilden. Das Regiment Garde zu Fuß hatte demgegenüber als Aufgaben Repräsentation, Bewachung des Königs und seines Hauptquartiers und sollte als Eliteregiment im Gefecht an entscheidender Stelle wirken. Ende März 1812 wurde aus Mannschaften des Regiments der Garde du Corps und des Normal-Infanterie-Bataillons ein combinirtes Garde-Bataillon aufgestellt, das aber bereits durch A.K.O. vom 20. Februar 1813 zum Reserve-Bataillon des Garde-Regiments und Normal-Bataillons umdeklariert wurde und
in der Folge als Garde-Reserve-Bataillon zum Regiment Garde zu Fuß gehörte. Mit A.K.O. vom 20. Juni 1813 trat das Normal-Infanterie-Bataillon aus dem Verband des Regiments, um mit zwei anderen Bataillonen zum 2. Garde-Regiment zu Fuß zu werden. Mit gleicher A.K.O. wurde der Name 1. Garde-Regiment zu Fuß für das bisherige Regiment festgelegt. Als offizieller Gründungstag wurde allerdings wesentlich später von Wilhelm II. der Aufstellungstag des jüngeren Ursprungs-Regiments, des Infanterie-Regiments Nr. 15, festgelegt, der 1. August 1688.
Die wesentlichen königlichen Anordnungen, die zum 1. Garde-Regiment zu Fuß führten waren:
- A.K.O. 02. November 1806 Aufstellung Garde-Depot (25 Mann)
- A.K.O. 24. Januar 1807 Formierung von zwei Kompanien
- A.K.O. 27. Juni 1807 Formierung Bataillon Garde zu vier Kompanien
- A.K.O. 14. Juli 1807 Festlegung der Bezeichnung Garde zu Fuß
- A.K.O. 09. November 1808 Teilung in und Aufwuchs auf zwei Bataillone
- A.K.O. 12. November 1808 Benennung in Regiment Garde zu Fuß
- A.K.O. 17. März 1809 Befehl zur Aufstellung eines dritten Bataillons als Füsilierbataillon
- A.K.O. 20. Juni 1813 Benennung in 1. Garde-Regiment zu Fuß nach Aufstellung eines weiteren Regiments Fußgarden

## Uniformen

### 1807

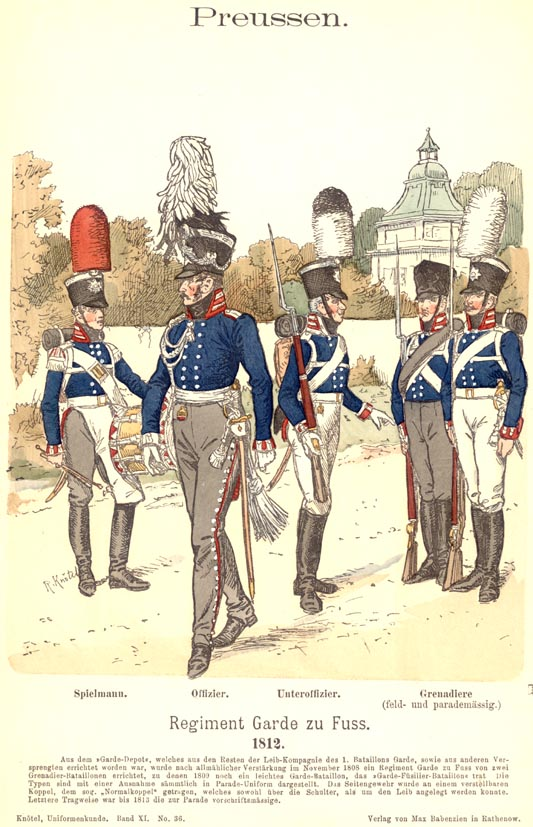
Garde-Regiment zu Fuß 1812 (Gemälde von Richard Knötel)

Als völlig neue Kopfbedeckung wurde 1807 der Tschako, eine Helmform der ungarischen Husaren, eingeführt. An der Vorderseite ein silberner Gardestern. An Sonntagen und bei Paraden wurde auf den Tschako ein weißer Gänsefederbusch mit 13 Zoll Länge und ca. 7–9 Zoll Breite getragen. Der Federbusch der Unteroffiziere hatte am unteren Ende einzelne schwarze Federn. Im gewöhnlichen Dienst wurde ein schwarz leinener Überzug getragen.
Der Tschako der Offiziere war von feinerem Filz, das Pompon war aus Silber, der Stern des schwarzen Adler Ordens zeigte die von der Mitte ausgehenden Spitzen versilbert, und im Gegensatz zu den Mannschaften und Unteroffizieren, war der Mittelteil mit einem emaillierten Mittelschild versehen. In diesem Mittelschild waren laut Regimentsgeschichte der Adler silberfarben, der Grund orange, bald gold, Devisenband weiß, Ränder und „SUUM CUIQUE“-Motto vergoldet, Zweige grün mit goldenen Stielen und rotbraunen Früchten. Auf jeder Seite befanden sich je ein kleiner versilberter, heraldischer Preußenadler. Die 1807 erhaltenen Tschakos blieben in der Form unverändert bis zum April 1814 vor Paris.
Der Rock war aus dunkelblauem Tuch mit niedrigem, offenem Kragen. Die schwedischen Ärmelaufschläge waren ebenfalls offen. Das Futter unter dem Brustaufschlag, den Ärmelaufschlägen und den Schößen aus rotem Tuch. In diesen Tagen erhielt die neue Garde ihre charakteristischen Uniformierungsdetails, zu denen auch die silberfarbenen Knöpfe gehörten (im Gegensatz zum überwiegenden Teil der restlichen Armee, der Tombak- bzw. Goldknöpfe hatte), diese vorne in zwei Reihen zu je acht Knöpfen. Dazu auf jedem Ärmelaufschlag je zwei und in der Taille nochmals zwei dergleichen Knöpfe. Rock und Schoß waren bis zum 4. April 1817 mit weißem bzw. rotem Tuch gefüttert, dann wie bei der Linie mit Boy. Um das untere Ende des Kragens verlief eine silberne Bandtresse. Auf der linken Schulter saß eine weiße  Achselklappe, gehalten von einem silberfarbenen Knopf, für das Patronentaschen-Bandelier. Die weiße Schulterklappenfarbe war der neuen Nomenklatur der entstehenden preußischen Armee entsprechend gewählt worden und steht (wie heute noch) für die „eins“.
Die Hosen waren nun von hell meliertem, grauen Tuch, mit Gamaschen über den Schuhen, an den Außenseiten der Hose am unteren Ende aufgeschlitzt, mit drei mit Tuch überzogenen Knöpfen versehen und mittelst Lederstrippen unter den Schuhen befestigt. Die Hose war vom Knie an aufwärts weit und sehr bequem angefertigt und mit grauer Leinwand gefüttert. Die Offiziere trugen schwarzgraue, tuchene, bis auf den Fuß reichende Beinkleider, die über den Stiefeln (Offiziere hatten hier keine Gamaschen) getragen wurde.
Das Lederzeug der Grenadiere war von Beginn an weiß und blieb es auch, entgegen der Linie, die später schwarzes Lederzeug bekam, bis 1918 (außer Füsilier-Bataillon, hier auch schwarzes Lederzeug).

### 1824
Ein weiteres Indiz für die enge Verbundenheit der preußischen und der russischen Armee war die in Erinnerung an die alten Vorgängerregimenter am 30. März 1824 per A.K.O. an das II. Bataillon (Grenadiere) verliehenen Grenadiermützen nach russischem Vorbild. Dass das II. Bataillon (Grenadiere) mit den Grenadiermützen ausgezeichnet wurde, beruhte wahrscheinlich auf einem Irrtum. Denn eigentlich waren sämtliche Ranzonierte des Grenadiergarde-Bataillons Nr. 6 in die 2. Kompanie des 1807 neu aufgestellten Regiments Garde zu Fuß eingestellt worden. Mit den Abgaben der Leibkompanie zusammen wurden dann die Kompanien 3 und 4 gebildet. Daher hätte eigentlich das I. Bataillon (Grenadiere) diese Mützen verdient gehabt. Nach der ersten Parade mit den neuen Grenadiermützen wurden sie denn auch am 10. August 1824 per A.K.O. an das I. Bataillon (Grenadiere) verliehen.

### 1842
Am 23. Oktober 1842 wurde der bald volkstümlich „Pickelhaube“ genannte Helm bei der Preußischen Armee eingeführt. Er hatte – wieder im Gegensatz zu den meisten anderen Regimentern – hier silberne Beschläge. Vorne trug das Erste Garderegiment zu Fuß den silberfarbenen Gardeadler, zunächst noch ohne jegliches Motto. Aufgelegt darauf war der silberne Gardestern, der bei Offizieren, wie bisher auch, einen emaillierten Kern besaß und leicht hervorgewölbt war. Lediglich die Schuppenketten und Sternschrauben am Kreuzblattbeschlag der Offiziere waren vergoldet. Als Besonderheit trugen die Offiziere dieses Regimentes sechskantig ausgekehlte Helmspitzen, welche sonst nur der Generalität vorbehalten war. Des Weiteren wurde mit dem gleichen Datum ein einfacher, einreihiger Waffenrock eingeführt. Dieser behielt die alten regimentsspezifischen Abzeichen in Form und Farbe bei. Der Waffenrock behielt dabei die Farbe des alten Frackes, also Blau mit roten Vorstößen. Auch die Litzen blieben die gleichen wie bisher, also bei Mannschaften weiß mit rotem Spiegel und bei Offizieren silbern gestickt. Der Kragen war zunächst noch nicht vollfarbig, sondern blau mit einer roten Patte und wie bisher auch eckig. Auf dieser Patte saßen dann die Gardelitzen.

### Feldgraue Uniform
Unterscheidungsmerkmal bei den weitgehend gleichen feldgrauen Uniformen waren schwedische Ärmelaufschläge, Knöpfe aus Nickel, doppelte weiße Litzen am Kragen und weißer Schulterklappenvorstoß (abweichend hierbei bei der Friedensuniform M 1915: hier waren die Schulterklappen grundsätzlich weiß und beim EGRzF deshalb ohne Schulterklappenvorstoß, also einfach weiß). Als Besonderheit bei der 1. Kompanie hatten die Schulterknöpfe ein „L“ (für „Leibkompanie“, die Bezeichnung der 1. Kompanie).

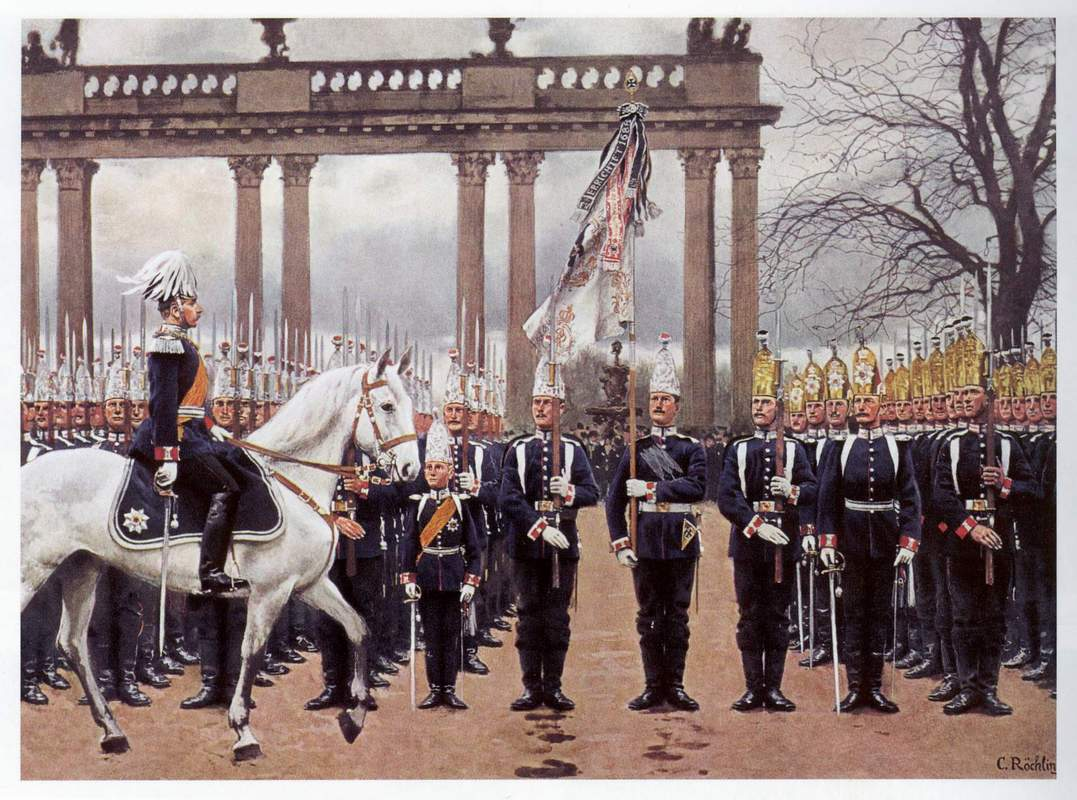
1. Garde-Regiment zu Fuß (Gemälde von Carl Röchling, 1894)

Auf dem Stahlhelm wurde das Hohenzollern-Wappen getragen.

## Standorte
Am 13. März 1810 rückte das Füsilierbataillon von Berlin nach Potsdam, am 10. April 1810 folgten die beiden Grenadierbataillone. Damit war die neue Garde zu Fuß wieder an ihrem angestammten Platze angelangt. Sie kamen wieder, teilweise in die alten, Bürgerquartiere und garnisonierten bis zur Auflösung stets in Potsdam.
1862 zog das I. Bataillon von den Bürgerquartieren in verschiedene kleine Kasernen, die in der Heilig-Geist-Str. bzw. Gardes-du-Corps-Straße, am Berliner Tor und in der Elisabethstraße in Potsdam lagen. Ab April 1866 begann die zentrale Unterbringung in der umgebauten alten Gewehrfabrik. Zuerst bezog die Leib-, 2. und 3. Kompanie des I. Bataillons die Anlagen der ehemaligen Fabrik, die 4. Kompanie verblieb noch in der Kaserne am Neustädter Tor. Der Umzug dieser drei Kompanien zog sich bis 1875 hin. Das II. Bataillon war in Privatquartieren im holländischen Viertel untergebracht, bevor es am 1. Oktober 1878 in die Kaserne am Wall einziehen konnte. Am 1. Oktober 1885 konnte das Füsilierbataillon in die ehemalige Gewehrfabrik einziehen. Bis dahin lag es nach Kompanien getrennt, die 9. Kompanie am Berliner Tor, die 10. Kompanie zur Hälfte in der Elisabethstraße, die andere Hälfte in der Heilig-Geist-Straße, die 11. Kompanie in der Gardes-du-Corps-Straße und schließlich die 12. Kompanie in der Heilig-Geist-Straße. Zuletzt zog die 4. Kompanie in das neue Regimentsquartier und damit war das Regiment komplett in einer einzigen Kaserne versammelt.
Die Belegung war folgende

Lageplan der Kaserne des 1. Garde-Regiment zu Fuß 1909

- Neuer Block (nördlicher Kasernenflügel, Priesterstraße): 4., 9. und 10. Kompanie
- Alte Gewehrfabrik (mittlerer Kasernenflügel, An der Gewehrfabrik): Leib-, 2. und 3. Kompanie
- Alter Block (südlicher Kasernenflügel, links vom Haupteingang): II. Bataillon
- Alter Block (südlicher Kasernenflügel, rechts vom Haupteingang): 11. und 12. Kompanie.

## Fahnen des Regiments
Bei der Neuordnung und Neuaufstellung der Armee in den Jahren nach 1806 wurden den Bataillonen auch neue Fahnen verliehen. Die Fahnen wurden in der preußischen Armee grundsätzlich in der Privatwohnung der jeweiligen Bataillonskommandeure aufbewahrt, vor deren Haus demnach auch stets ein Fahnenposten unter Gewehr zu stehen hatte. Der Ursprung dieser Sitte ging auf die Zeiten zurück, in denen die Truppen noch nicht in Kasernen lagen, sondern in Bürgerquartieren untergebracht waren, wie es ja auch lange Zeit beim 1. Garde-Regiment zu Fuß der Fall war. Die Fahnen des 1. Garde-Regiments zu Fuß standen jedoch alle im Stadtschloss in Potsdam. Dieses konnte vom Lustgarten aus über eine Freitreppe betreten werden, über die man in den so genannten Fahnensaal kam. Die Abholung einer Bataillonsfahne aus diesem Raum erfolgte grundsätzlich mit wenigstens einem Zug Gardegrenadiere unter Waffen und klingendem Spiel und war, wie die Abbringung, das Zurückbringen der Fahne, die in gleicher Weise erfolgte, ein beliebtes Schauspiel für die Potsdamer Bürger. Dazu kam es allerdings nicht allzu häufig, da die Fahnen nur zu seltenen, bestimmten Zwecken aus dem Schloss geholt wurden.

Fahne des I. Bataillons von 1808 bis 1889
Fahne des I. Bataillons ab 1889
Fahne des II. Bataillons und des Füsilier-Bataillons bis 1900
Fahne des II. Bataillons ab 1900
Fahne des Füsilier-Bataillons ab 1900

### Die alten Fahnen
Nach 1806 wurden zunächst drei verschiedene Fahnenarten an die neu errichteten Truppen verliehen. Je nach organisatorischer Zuordnung erhielten die Bataillone eine Garde-Fahne, Linien-Fahne oder Landwehr-Fahne. Nach der Heeresreform wurde 1861 zusätzlich eine Grenadier-Fahne eingeführt. Die Bataillone, die später das 1. Garde-Regiment zu Fuß bilden sollten, erhielten die Garde-Fahne. Die Fahnen unterschieden sich in der Gestaltung des Fahnentuchs und der Farbe des Fahnenstocks. Garde-Fahnen hatten gelbe Fahnenstöcke und kein über das ganze Fahnentuch gehendes stumpfes schwarzes Kreuz, sondern einfarbiges besticktes Tuch. Das Fahnentuch war quadratisch und hatte 142 cm Seitenlänge. Es wurde mit 150 versilberten Nägeln am oberen Ende der 2,84 m langen Fahnenstange angenagelt. Davon befestigten 100 Nägel das Tuch der Länge nach, 14 Nägel wurden am oberen Ende ringförmig eingeschlagen und die restlichen 36 Nägel am unteren Ende in drei Reihen zu je zwölf Nägeln ebenfalls rundum. Am unteren Ende der Fahnenstange befand sich ein 7 cm langer eiserner Fahnenschuh, am oberen Ende eine 22 cm hohe Fahnenspitze aus Messing. Die Fahne hatte damit eine Gesamtlänge von 3,13 m. Die Fahnenspitze war durchbrochen und zeigte üblicherweise die verschlungenen Buchstaben „FWR“ für Friedrich Wilhelm Rex (lat. König). Das I. und II. Bataillon hatten anstelle dieses Namenszuges ein Eisernes Kreuz in der Fahnenspitze. Diese Auszeichnung hatten alle Fahnen, und auf diesem Umwege auch die damit beliehenen Bataillone, erhalten, die in den Befreiungskriegen vor dem Feind gewesen waren. Das Füsilierbataillon des Regiments führte jedoch eine Fahnenspitze mit Namenszug, obwohl es an den Befreiungskriegen teilgenommen hatte. Das hing mit dem damaligen Zweck der Fahnen zusammen, den Bataillonen als Richtungs- und Sammelpunkt zu dienen. Die Füsiliere, die keine Bataillonskolonnen bilden sollten, sondern in aufgelösten Schützenschwärmen vor der Front oder an den Flügeln kämpften, sollten sich im Falle einer überlegenen Bedrohung durch den Feind in den Schutz der Bataillonskarrees zurückziehen. Das entsprach der in diesen Jahren aufkommenden Kolonnentaktik. Folgerichtig führten die Füsilierbataillone in der Schlacht ihre Fahnen nicht mit, da kein geschlossener Einsatz vorgesehen war. Somit wurden diese Fahnen auch nicht mit dem Eisernen Kreuz ausgezeichnet. Jedoch erhielten alle Bataillone, die in diesen Kriegen gekämpft hatten, egal ob sie ihre Fahne vor dem Feind geführt hatten oder nicht, ein Fahnenband in der Farbe des Ordensbandes der Kriegsdenkmünze für 1813/15, orange mit schwarz-weißen Rändern.

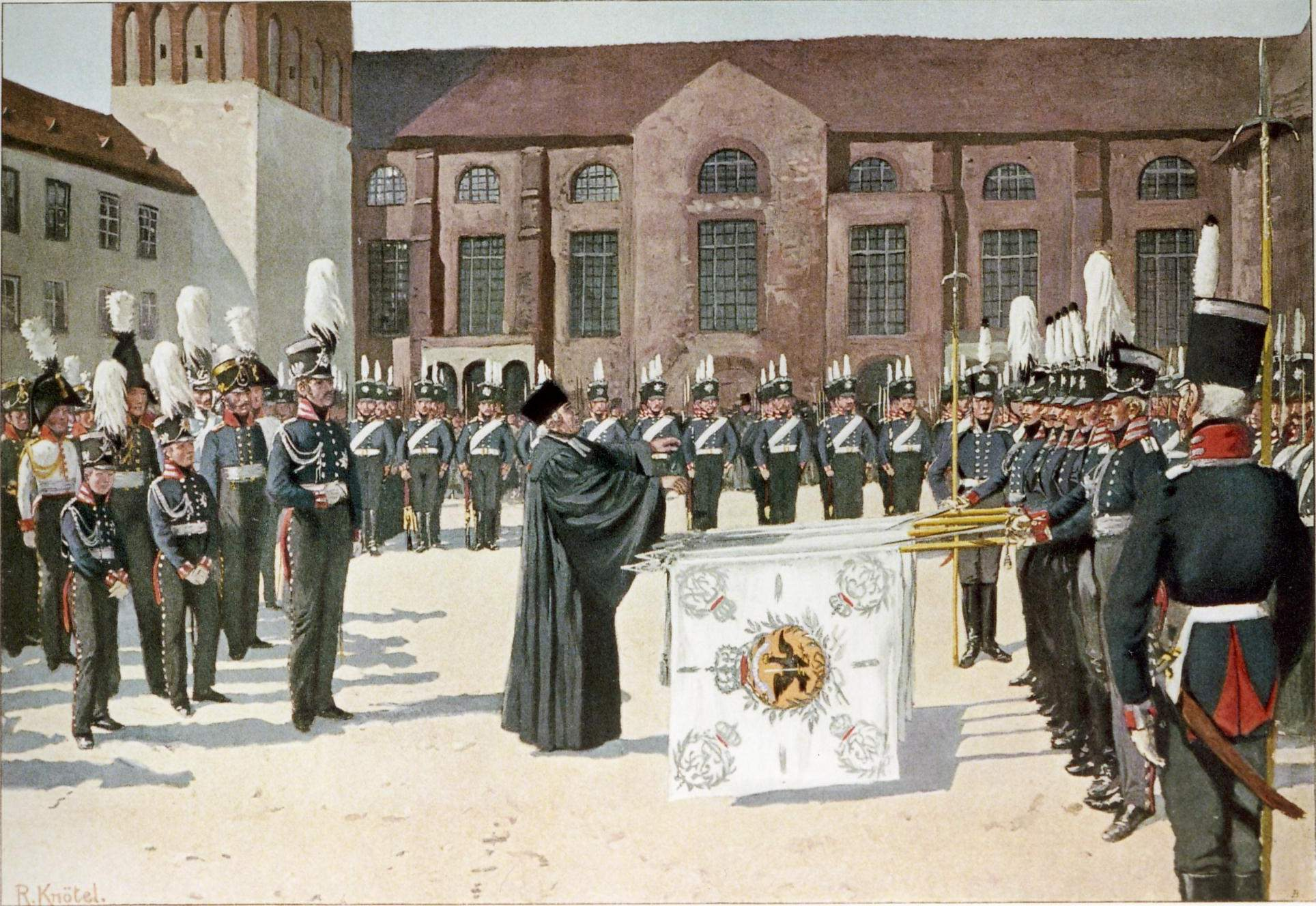
Fahnenweihe beim Bataillon Garde zu Fuß im Schlosshof zu Königsberg am 24. April 1808, Gemälde von Richard Knötel

In der Mitte der weißen Fahnentücher befand sich ein schwarzer fliegender Adler, der in einem Fang ein entblößtes Schwert, in dem anderen einen goldenen Donnerkeil trägt. Der Adler ist der preußische Kriegsadler, der sich durch den Donnerkeil von den sonstigen heraldischen Adlern Preußens unterscheidet. Er schwebt in einem runden silbernen Feld, das bei der Garde von gestickten silbernen Kränzen aus Lorbeerblättern und -beeren umgeben ist. Bei den Linientruppen waren bei diesen Kränzen die Blätter grün gemalt, die Beeren rot. Dort wo die Kränze oben zusammentreffen, befindet sich eine Königskrone und darunter im silbernen Mittelschild ein blaues Spruchband mit der ebenfalls silbernen Inschrift Pro Gloria et Patria. In den vier Ecken des Fahnentuchs, dem Adler zugewendet, befanden sich die Namenszüge Friedrich Wilhelms III. (FWR), ebenfalls mit Kranz und Krone umgeben. Dazwischen in der Mitte der Seiten des Fahnentuchs vier brennende Granaten in Silber, welche die Flamme dem Adler zuwenden. Vieles von dem, was für das 1. Garde-Regiment zu Fuß in Silber ausgeführt war, findet sich auf den sonstigen Fahnen in goldener oder farbiger Stickerei oder Bemalung. Das knüpfte an die traditionelle Bevorzugung silberner gegenüber goldenen Ornamenten an, die sich schon seit dem Soldatenkönig fand.
Unter dem Fahnentuch war an der Fahnenstange jedes Bataillons ein breiter Messingring angebracht, in den die abgekürzte Bezeichnung des Truppenteils graviert war, beispielsweise 1.B.1.G.R.z.F. für das I. Bataillon des 1. Garde-Regiments zu Fuß. Speziell bei diesem Bataillon gab es eine weitere Besonderheit. Während der Schlacht bei Großgörschen war der Fahnenstock zerschossen worden. An dieser Stelle wurde eine breite Spange angebracht, um die beiden Fahnenstockteile wieder stabil miteinander zu verbinden. Diese Spange trug die Aufschrift Groß-Görschen, 2. Mai 1813. Überhaupt war man davon abgegangen, wie noch zu Zeiten Friedrichs des Großen, beschädigte Fahnen oder Teile davon auszutauschen. Im Gegenteil, je zerschlissener und beschädigter eine Fahne war, zu desto größerer Ehre rechneten sich die entsprechenden Truppenteile das an. Da die Fahnen nur selten entrollt geführt und mit äußerster Sorgfalt behandelt wurden, deuteten solche Schäden auf Kampfeinsätze hin, was das Prestige erhöhte.

### Die neuen Fahnen
Im Laufe der Zeit verschlissen die 1808 verliehenen Fahnen erheblich. Normalerweise standen oder hingen sie entrollt im Fahnensaal des Potsdamer Stadtschlosses. Wenn sie von dort abgeholt wurden, rollte man sie zusammen und umhüllte sie mit dem Fahnensack, einer Schutzhülle mit metallener Spitze, die das Tuch vor Witterungseinflüssen und anderen Risiken schützen sollte. Zu Beginn eines Gefechts im Kriege wurden die Fahnen jedoch enthüllt und entrollt, um ihrem Bataillon als Richtungspunkt dienen zu können. Darüber hinaus war natürlich sofort jedem Soldaten klar, dass es ins Gefecht ging, sobald das Fahnentuch wehte. Neben feindlichem Beschuss, der schon der Fahne des I. Bataillons bei Groß-Görschen und zum zweiten Male bei Paris zum Verhängnis geworden war, konnte sich während des Vorgehens das im Winde schwingende Fahnentuch aber auch leicht in den Degenspitzen der begleitenden Offiziere oder in den Bajonetten in der Nähe befindlicher Soldaten verfangen, was weitere Beschädigungen zur Folge hatte. Allerdings litten die Fahnen des 1. Garde-Regiments zu Fuß auch im Friedensdienst stärker als die anderer Truppenteile. Sie wurden vergleichsweise häufig zu Paraden mitgeführt und dazu natürlich auch entrollt. Heftiger Wind und die blanken Seitenwaffen der Begleiter, gelegentlich wohl auch die Spitzen der metallenen Grenadiermützen oder Pickelhauben werden dabei Schäden hinterlassen haben. Nach dem Deutsch-Französischen Krieg waren jedenfalls alle drei Fahnen des Regiments zu Schatten ihrer selbst geworden. An der Fahnenstange des II. Bataillons waren mit Ausnahme des angenagelten Stoffrings vom Fahnentuch nichts mehr übrig geblieben. Die Fahnen des I. und des Füsilierbataillons hatten noch einige wenige bis zu 10 cm lange ausgefranste Stofffetzen am Stock. Zumindest die Funktion, als Richtungspunkt im Gefecht zu dienen, konnten diese Feldzeichen nicht mehr erfüllen. So lange der alte Kaiser, Wilhelm I., noch lebte, war jedoch an einen Bruch der Tradition und Ersatz der verschlissenen Fahnen nicht zu denken. Während der kurzen Regierungszeit seines Sohnes war dieses Thema ebenfalls nebensächlich. So widmete sich erst Wilhelm II. dieser Angelegenheit. Das 1. Garde-Regiment zu Fuß war natürlich nicht der einzige Truppenteil, dessen Fahnen gelitten hatten, auch wenn es dort zu besonders schweren Verfallserscheinungen gekommen war. Die meisten neuen Fahnen entsprachen im Wesentlichen den alten Mustern. Es wurde allerdings die Größe um 16 cm auf 126 cm Seitenlänge verringert. Das I. Bataillon des Regiments war das letzte, das eine neue Fahne mit den alten, größeren Maßen bekam.
Von der alten Fahne wurden jedoch die Spitze und die beiden Spangen oder Ringe, die zur Reparatur der mehrfach zerschossenen Fahnenstange angebracht worden waren, auch für die neue Fahne übernommen und zur Erinnerung am Fahnenstock angebracht. Die neue Fahne wich leicht von der alten ab. Sie hatte dasselbe Muster wie die Fahne des I. Bataillons Leibgarde (No. 15) zur Zeit Friedrichs des Großen. Das Tuch war weiß und hatte etwa alle zwei Zentimeter Längsstreifen aus Silberlahn. Die Lahnfäden sollten dem Fahnentuch mehr Festigkeit und auch nach Beschädigung Halt geben. Die Silberlahnstreifen gingen auch durch die Ecknamenszüge hindurch. Weitere Abweichungen vom Muster der alten Fahne waren:
- Das goldene Rokokoschild mit Mittelfeld aus weißem Silberstoff, um das sich nun der silberne Lorbeerzweig wand,
- das Spruchband mit dem Motto Pro Gloria et Patria war nun silbern und aus dem Mittelfeld direkt unter die Krone gehoben worden,
- die Namenszüge in den Ecken waren gegen den neuen Fahnenstifter ausgetauscht und lauteten „WR“ (Wilhelm Rex),
- die Namenszüge waren nun in Gold ausgeführt,
- um diese Namenszüge wanden sich nicht mehr zwei Lorbeerzweige, sondern jeweils auf der Außenseite ein Lorbeerzweig und auf der Innenseite ein Palmzweig,
- die vier brennenden Granaten oder Seitenflammen zwischen den Eckmedaillons fehlten.[12]

Das I. Bataillon erhielt 1889 am Tage von Groß-Görschen, dem 2. Mai, ein knappes Jahr nach Regierungsantritt Wilhelms II. und nachdem es 81 Jahre lang seine alte Fahne geführt hatte, seine neue Fahne. An der Fahnenstange wurde ein silberner Fahnenring angebracht. Dieser trug die Aufschrift: „Erneut unter König Wilhelm II. 1889“.
Fünf Jahre später, am 17. und 18. Oktober 1894, erhielt das IV. Bataillon eine Fahne nach gleichem Muster, jedoch in normaler, das heißt geringerer Größe. Die Fahne des IV. Bataillons ging jedoch nach dessen Auflösung 1897 an die Leibkompanie. Das II. Bataillon und das Füsilierbataillon erhielten ihre neuen Fahnen nach gleichem Muster und in der kleineren Größe am 30. August 1900.
Nachdem das Regiment im Anschluss an den verlorenen Ersten Weltkrieg aufgelöst worden war, kamen die Fahnen in die Königsgruft in der Potsdamer Garnisonkirche und hingen dort entrollt über den Sarkophagen der Könige. Zu besonderen Gelegenheiten, Feiern mit dem Traditionsfolger, dem Infanterieregiment 9, wurden sie wieder kurz hervorgeholt. Nach dem Zweiten Weltkrieg wurden sie zunächst nach Marburg, 1946 in das Museum Wiesbaden verbracht, wo sie längere Zeit verhüllt standen. Am 28. Juni 1954 wurden sie zur Burg Hohenzollern gebracht, um dort wieder mit den bereits vorher dorthin gebrachten Königssärgen vereint zu sein. Erst als diese Särge 1993 wieder zurück nach Potsdam gebracht werden konnten, kamen die Fahnen zu den restlichen Fahnen der Alten Armee ins Wehrgeschichtliche Museum Rastatt, wo sie sich bis heute befinden. Die Fahne des I. Bataillons vom 2. Mai 1889 wurde 1999 ans Deutsche Historische Museum übergeben.

### Auszeichnungen der Fahnen
Die Fahnen des Regiments erhielten folgende Auszeichnungen:
- 02. Mai 1815: Die Fahne des I. Bataillons (Grenadiere) wurde bei der Schlacht von Groß-Görschen zerschmettert, über der Bruchstelle wurde ein silberner Ring mit der Aufschrift Grosz Görschen 2. Mai 1813 angebracht.
- 15. Juni 1815: Das I. und II. Bataillon (Grenadiere) erhielten goldene Fahnenspitzen mit dem Eisernen Kreuz von 1813. Alle drei Fahnen erhielten das Band zur Denkmünze zum Feldzug 1813
- 15. Januar 1837: Alle drei Fahnen erhielten einen silbernen Ring mit der Truppenbezeichnung I. Gd. R.
- 01. Januar 1867: Verleihung der Fahnenbänder mit Schwertern des Erinnerungs-Kreuzes für den Feldzug 1866 an die Fahnen der drei Bataillone des Regimentes.
- 16. Juni 1871: Die Grenadierbataillone erhielten Fahnenbänder zum Eisernen Kreuz 1870, die Fahne des III. Bataillons (Füsiliere) erhielt das Eiserne Kreuz von 1870 zur Fahnenspitze verliehen. Alle drei Fahnen erhielten das Band zur Kriegsdenkmünze 1870/1871.
- 13. Juni 1872: Das I. Bataillons (Grenadiere) erhielt einen Fahnenring zur Fahne, deren Fahnenstange im Ausfallgefecht bei Pont Iblon am 21. Dezember 1870 durch Granatsplitter zersplittert war: einen silbernen Ring mit der Aufschrift: Pont Iblon vor Paris den 21ten Dezember 1870.
- 31. August 1888: Verleihung des Fahnenbandes zur Erinnerung an die Kommandoführung Kaiser Wilhelms II. (20. Oktober 1883 bis 2. September 1885) an die Fahne des I. Bataillons (Grenadiere). Fahnenband von weißer Seide mit mohnrot. Ornamente und Agraffe silbern, die Stickerei und Fransen golden. Inschrift: Zur Erinnerung an die Kommandoführung Se. Majestät des Kaisers und Königs 1883/85.
- 27. Januar 1889: An alle drei Fahnen wurde ein Säkularband mit Schleife verliehen, Übergabe am 9. Februar 1889. Das Säkularband bestand aus einem schwarzen Seidenband mit silbernen Kanten und Fransen. Auf dem oberen Band stand Errichtet 1688, unten F. III. mit Kurhut. Auf der Rückseite war das brandenburgische Wappen. Auf dem unteren Band stand unten W. II. mit Königskrone. Auf der Rückseite stand 1888. Die dazugehörende Säkularschleife war aus dem gleichen Band gefertigt und hatte links die Aufschrift 1688 und rechts 1888. Gehalten wurden Band und Schleife von einem silbernen Knopf mit eingeprägtem Preußischen Adler.
- 02. Mai 1889: Die Fahne des I. Bataillons (Grenadiere) wurde erneuert mit einem silbernen Fahnenring mit der Aufschrift 1. G.R. I. B. und einem silbernen Fahnenring mit der Aufschrift: Erneut unter König Wilhelm II. 1889.
- 17. Oktober 1894: Fahne IV. (Halb-)Bataillon verliehen, silberner Fahnenring mit der Aufschrift 1. G. R. IV. B.
- 18. August 1895: Allen vier Fahnen des Ersten Garderegiments zu Fuß wurde der Hohe Orden vom Schwarzen Adler verliehen. Die Fahnen der ersten drei Bataillone erhielten überdies die Fahnenbänder mit den Spangen zur Kriegsdenkmünze 1870/71 – Gravelotte. – St. Privat. – Sedan. – Paris. - Le Bourget - verliehen.
- 18. Januar 1896: An das I. Bataillon (Grenadiere) wurde ein silberner Gedenkring verliehen mit der Aufschrift: Zur Erinnerung an den 18. Januar 1896, dem Gedenktage der Wiederaufrichtung des Deutschen Reiches. an welchem S.M. Kaiser Wilhelm II. mit dieser Fahne in der Hand das Gelübde erneuerte, einzustehen für des Volkes und des Landes Ehre, sowohl nach Außen, wie nach Innen. Ein Reich! Ein Volk! Ein Gott!
- 14. Dezember 1899: Allen Fahnen des Regimentes wurden Jahrhundert-Fahnenbänder verliehen. Diese bestanden aus dem Band des Hausordens der Hohenzollern, also einem silbernen Band mit drei schwarzen Streifen (am Rand und in der Mitte). An jedem Ende befand sich ein schwarz-silberner Quast. Auf den goldenen Spangen war auf der einen vorne die Kaiserkrone und auf der Rückseite 1. Januar 1900 eingeprägt. Die andere Spange trug vorne W II. mit Königskrone, auf der Rückseite 1. Januar 1900 und 1. August 1688.
- 06. Mai 1900: Der Fahne des I. Bataillons (Grenadiere) wurde ein silberner Erinnerungs-Ring verliehen mit goldener Inschrift: Zur Erinnerung an die Eidesleistung Seiner Kaiserlichen Hoheit des Kronprinzen am 6. Mai 1900.
- 30. August 1900: Die Fahnen des II. Bataillons (Grenadiere) und des Füsilierbataillons wurden erneuert. Die Truppenkennzeichnungen auf dem silbernen Fahnenring lautete 1. G.R. II. B. und 1. G.R. F.B.
- 15. Juni 1913: Verleihung des Königlichen Hausordens von Hohenzollern mit dem Kreuz der Großkomture an alle vier Fahnen. Weißes Band mit drei schwarzen Längsstreifen, auf dem die Kette mit silbernen Bändern am unteren Ende der Spitze befestigt, aufgenäht war. Das Kreuz ruhte auf einem zu einer Rosette gelegtem Ordensband. Verleihung der Leibspange an alle vier Fahnen. Sitz der silbernen Spangen auf der Banderole über den Jahrhundertspangen. Auf der ersten Spange stand W II. mit der Königskrone, auf der 2. Spange W II. mit Jahreszahlen 1888 und 15. Juni 1913
- 07. Juni 1931: Verleihung eines silbernen Fahnenringes an die Fahne des I. Bataillons (Grenadiere) mit der Aufschrift: Mit dieser Fahne in der Hand fiel am 23. August 1914 bei St. Gérard in Belgien der Fahnenträger des I. Bataillons Sergeant Paul Gehrke der 2. Kompanie. Die Nagelung erfolgte mit dem gleichen Nagelhammer, der bereits zur Nagelung der Fahnen des Regiments Garde zu Fuß in Königsberg/Ostpr. am 24. April 1808 diente.
- 13. Juli 1934: Verleihung der Frontkämpferkreuze 1914/1918 am Bande an alle vier Fahnen. Das Band war schwarz-weiß/schwarz-weiß-rot längs gestreift. Am unteren Ende hingen die Ehrenkreuze.

## Bedeutende und bekannte Regimentsangehörige
Der herausgehobenen Stellung des Regiments in der Armee entsprechend, gehörte ihm im Laufe seines 110-jährigen Bestehens eine Vielzahl bedeutender Persönlichkeiten an.

### Regimentschefs
| Dienstgrad | Name                            | Datum                               |
| ---------- | ------------------------------- | ----------------------------------- |
|            | König Friedrich Wilhelm III.    | 12. November 1808 bis 7. Juni 1840  |
|            | König Friedrich Wilhelm IV.     | 07. Juni 1840 bis 2. Januar 1861    |
|            | König Wilhelm I.                | 02. Januar 1861 bis 18. Januar 1871 |
|            | Kaiser und König Wilhelm I.     | 18. Januar 1871 bis 9. März 1888    |
|            | Kaiser und König Friedrich III. | 09. März bis 15. Juni 1888          |
|            | Kaiser und König Wilhelm II.    | 15. Juni 1888 bis 28. November 1918 |

Bis auf Kaiser Wilhelm II., bei dem das zweitgenannte Datum das der Abdankung ist, handelt es sich dabei jeweils um die Todestage der Regimentschefs.

### Regimentskommandeure
Die Position des Regimentskommandeurs war, vor allem in Kriegszeiten, nicht immer durchgängig besetzt. Immer wieder finden sich einzelne Tage oder auch längere Zeiträume, in denen das Regiment keinen vom König dazu ernannten Kommandeur hatte. Sofern in diesen Zeiten jemand interimistisch mit der Führung beauftragt war, wird dieser eingerückt angegeben. Schon die Aufstellung des Truppenteils beginnt ohne Kommandeur. Der Sekondeleutnant von Pogwisch war lediglich in der ersten Zeit der Aufstellung mit der Führung beauftragt. Es werden jeweils die Dienstgrade angegeben, welche die Kommandeure zum Zeitpunkt der Ernennung innehatten. Aus dem Umstand, dass alle Kommandeure des Regiments, sofern sie nicht wie Oberst von Roeder in dieser Dienststellung fielen, im Anschluss an diese Verwendung General wurden, ist zu erkennen, dass nur handverlesene Karriereoffiziere auf diesen Posten berufen wurden.

Friedrich Karl als Premierleutnant des Regiments 1847/48

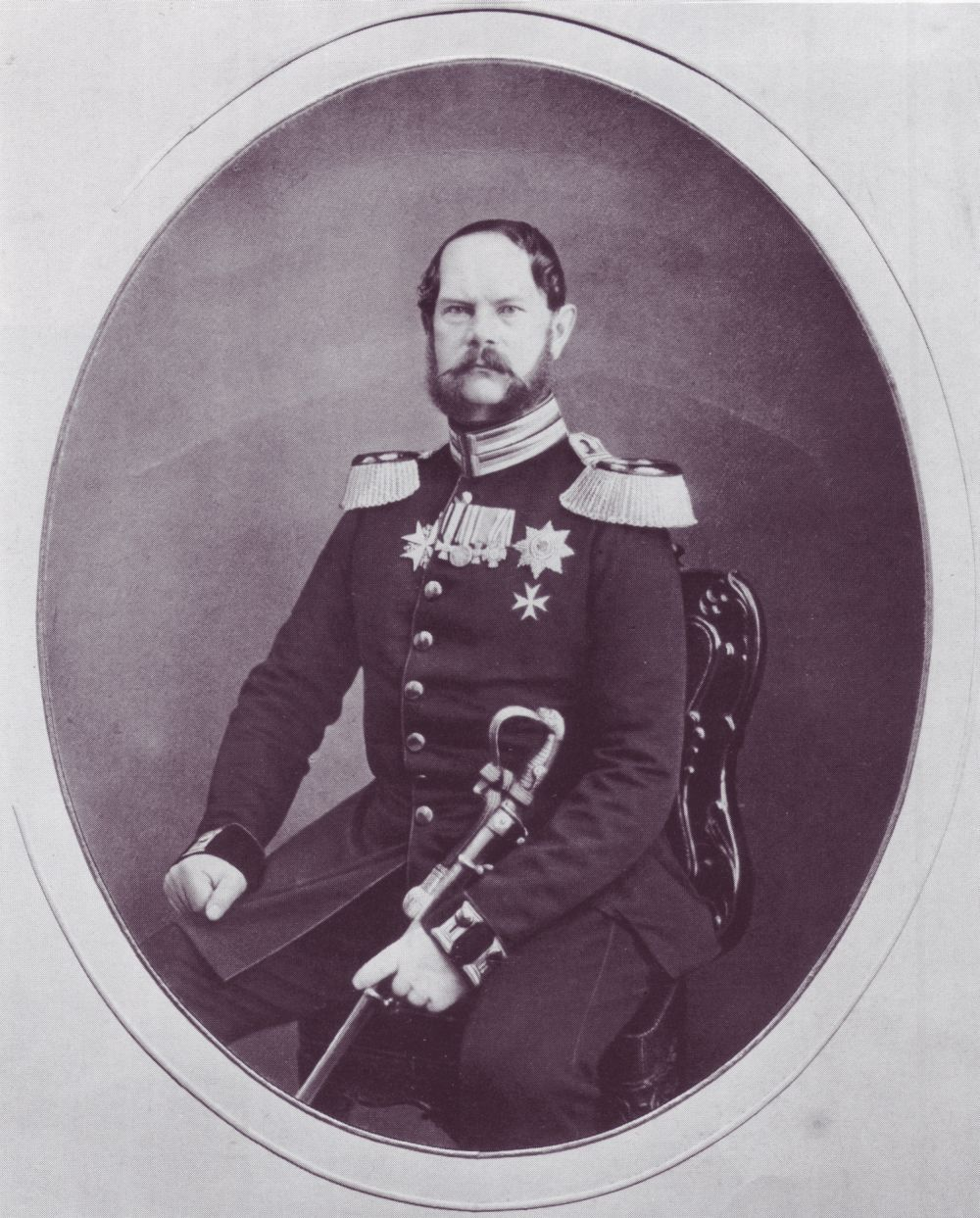
Carl von Preußen in Uniform eines Stabsoffiziers des Regiments, um 1860

| Dienstgrad            | Name                                          | Datum                                                              |
| --------------------- | --------------------------------------------- | ------------------------------------------------------------------ |
| Sekondeleutnant       | Julius Ludwig von Pogwisch                    | 04. November 1806 bis 15. April 1807                               |
| Oberst                | Gustav von Kessel                             | 16. April 1807 bis 20. Januar 1813                                 |
| Major                 | Ernst Ludwig von Tippelskirch                 | 09. Februar bis 20. Juni 1813                                      |
| Major                 | Friedrich Johann Carl Gebhard von Alvensleben | 20. Juni 1813 bis 5. April 1814                                    |
| Oberstleutnant        | Karl Heinrich Stephan von Block               | 07. April 1814 bis 13. Februar 1816                                |
| Oberstleutnant        | Eugen Maximilian von Roeder                   | 13. Februar bis 22. April 1816 (mit der Führung beauftragt)        |
| Oberstleutnant/Oberst | Eugen Maximilian von Roeder                   | 23. April 1816 bis 31. Mai 1828                                    |
| Oberst                | Karl von Prittwitz                            | 01. Juni 1828 bis 20. September 1835                               |
| Oberst                | Franz Karl von Werder                         | 20. September 1835 bis 25. März 1841                               |
| Oberstleutnant        | Leopold von Gayl                              | 25. März bis 28. August 1841 (mit der Führung beauftragt)          |
| Oberstleutnant/Oberst | Leopold von Gayl                              | 29. August 1841 bis 26. März 1847                                  |
| Oberst                | Eberhard Herwarth von Bittenfeld              | 27. März 1847 bis 4. Mai 1850                                      |
| Oberst                | Eduard von Brauchitsch                        | 04. Mai 1850 bis 4. November 1851                                  |
| Oberst                | Albert von Blumenthal                         | 04. November 1851 bis 5. August 1856                               |
| Oberst                | Wilhelm Hiller von Gärtringen                 | 05. August 1856 bis 22. März 1859                                  |
| Oberstleutnant/Oberst | Karl Heinrich von der Goltz                   | 22. März 1859 bis 7. März 1863                                     |
| Oberstleutnant        | Bernhard von Kessel                           | 07. März 1863 bis 1. Mai 1863 (mit der Führung beauftragt)         |
| Oberstleutnant/Oberst | Bernhard von Kessel                           | 02. Mai 1863 bis 17. Mai 1867                                      |
| Oberst                | Victor von Roeder                             | 18. Mai 1867 bis 18. August 1870                                   |
| Oberstleutnant        | August von Oppell                             | 18. August bis 11. Dezember 1870 (Regimentsführer)                 |
| Oberst                | Oktavio von Boehn                             | 11. Dezember 1870 bis 12. Dezember 1874                            |
| Oberst                | Anton Wilhelm Karl von L’Estocq               | 12. Dezember 1874 bis 28. Oktober 1875                             |
| Oberstleutnant        | Otto von Derenthall                           | 28. Oktober 1875 bis 19. Oktober 1876 (mit der Führung beauftragt) |
| Oberst                | Otto von Derenthall                           | 20. September 1876 bis 23. November 1882                           |
| Oberst                | Oskar von Lindequist                          | 23. November 1882 bis 27. Januar 1888                              |
| Oberst                | Hans Georg von Plessen                        | 27. Januar 1888 bis 9. Februar 1891                                |
| Oberst                | Oldwig von Natzmer                            | 09. Februar 1891 bis 9. Februar 1893                               |
| Oberst                | Gustav von Kessel                             | 09. Februar 1893 bis 21. März 1896                                 |
| Oberst                | Georg von Kalckstein                          | 21. März 1896 bis 15. Juni 1898                                    |
| Oberstleutnant        | Karl von Plettenberg                          | 15. Juni 1898 bis 21. März 1902                                    |
| Oberstleutnant/Oberst | Gustav von Berg                               | 22. März 1902 bis 15. Oktober 1906                                 |
|                       | Karl Wilhelm von Willisen                     | 16. Oktober 1906 bis 21. März 1910                                 |
| Oberst                | Friedrich von Kleist                          | 22. März 1910 bis 19. März 1911                                    |
| Oberstleutnant/Oberst | Friedrich von Friedeburg                      | 20. März 1911 bis 21. April                                        |
|                       | Eitel Friedrich von Preußen                   | 01. August 1914                                                    |
|                       | Friedrich von Bismarck                        | 14. November 1914 (Regimentsführer)                                |
| Major                 | Siegfried zu Eulenburg-Wicken                 | 06. November 1916 (Regimentsführer)                                |
|                       | Franz von Stephani                            | 28. April 1917 (Regimentsführer)                                   |
| Major                 | Siegfried zu Eulenburg-Wicken                 | 07. Juli 1917 bis 11. Dezember 1918 (Regimentsführer)              |
|                       | Franz von Stephani                            | 27. August 1918 (Regimentsführer)                                  |
| Major                 | Siegfried zu Eulenburg-Wicken                 | 01. September bis 11. Dezember 1918 (Regimentsführer)              |
|                       | Franz von Stephani                            | 26. September 1918 (Regimentsführer)                               |
| Major                 | Siegfried zu Eulenburg-Wicken                 | 30. September bis 11. Dezember 1918 (Regimentsführer)              |

### Angehörige des Hauses Hohenzollern
Es werden lediglich die Angehörigen des regierenden Hauses Hohenzollern mit dem jeweiligen Eintrittsdatum angegeben. Die meisten blieben danach im Regiment und wurden als Kompaniechef oder auch in höheren Funktionen eingesetzt. Spätestens nach der ersten Verwendung als Kompaniechef wechselten die meisten Prinzen jedoch für den aktiven Dienst in andere Regimenter. Das Recht, die Uniform des 1. Garde-Regiments zu Fuß zu tragen, blieb ihnen jedoch auch dann erhalten. Formell gehörten sie somit gleichzeitig zwei Regimentern an, waren im 1. Garde-Regiment zu Fuß allerdings à la suite gestellt.
- 01. Januar 1807: Prinz Wilhelm mit knapp 10 Jahren als Fähnrich (später Kaiser)
- 10. August 1807: Kronprinz Friedrich Wilhelm mit knapp 12 Jahren als Sekondeleutnant (später König)
- 12. November 1808: König Friedrich Wilhelm III. als Regimentschef
- 09. Juni 1811: Prinz Carl mit knapp zehn Jahren als Sekondeleutnant (später General der Infanterie)
- 04. Oktober 1819: Prinz Albrecht am 10. Geburtstag als Sekondeleutnant (später Generaloberst)
- 20. März 1838: Prinz Friedrich Karl am 10. Geburtstag als Sekondeleutnant (später Generalfeldmarschall)
- 18. Oktober 1841: Kronprinz Friedrich am 10. Geburtstag als Sekondeleutnant (später Kaiser)
- 08. Mai 1847: Prinz Albrecht von Preußen am 10. Geburtstag als Sekondeleutnant (später Generalfeldmarschall)
- 27. Januar 1869: Kronprinz Wilhelm am 10. Geburtstag als Sekondeleutnant (später Kaiser)
- 14. August 1872: Prinz Heinrich am 10. Geburtstag als Sekondeleutnant (später Großadmiral)
- 14. November 1875: Prinz Friedrich Leopold am 10. Geburtstag als Sekondeleutnant (später Generaloberst)
- 10. Februar 1878: Prinz Waldemar am 10. Geburtstag als Sekondeleutnant
- 15. Juli 1884: Prinz Friedrich Heinrich am 10. Geburtstag als Sekondeleutnant († 1940) (Sohn von Albrecht von Preußen)
- 27. September 1886: Prinz Joachim Albrecht am 10. Geburtstag als Secondelieutenant († 1939) (Sohn von Albrecht von Preußen)
- 12. Juli 1890: Prinz Friedrich Wilhelm am 10. Geburtstag als Sekondeleutnant († 1925) (Sohn von Albrecht von Preußen)
- 06. Mai 1892: Kronprinz Wilhelm am 10. Geburtstag als Sekondeleutnant (später formal Oberbefehlshaber einer Heeresgruppe im Ersten Weltkrieg)
- 07. Juli 1893: Prinz Eitel Friedrich am 10. Geburtstag als Leutnant (später Generalmajor)
- 14. Juli 1894: Prinz Adalbert am 10. Geburtstag als Leutnant (später zur Marine und Kommandant eines Kreuzers im Ersten Weltkrieg)
- 29. Januar 1897: Prinz August Wilhelm am 10. Geburtstag als Leutnant (später SA-Obergruppenführer)
- 27. Juli 1898: Prinz Oskar am 10. Geburtstag als Leutnant (später Generalmajor und Gründer der Johanniter-Unfall-Hilfe)
- 20. März 1899: Prinz Waldemar am 10. Geburtstag als Leutnant
- 17. Dezember 1900: Prinz Joachim am 10. Geburtstag als Leutnant (später als Husarenoffizier im Ersten Weltkrieg)

## Regimentsmärsche

Der marokkanische Schellenbaumträger Ben Aissa 1905–1919

- Alter Russischer Marsch, AM I, 24 von Gluck (1. offizieller Präsentiermarsch des Regiments)
- Marsch des Königlichen Regiments Grenadiers 1713–1740, AM II, 214 (mit A.K.O. vom 27. April 1893 der 1. offizielle Präsentiermarsch des Regiments, ersetzte damit den vorgenannten Marsch)
- Marsch des I. Bataillons und des Regiments Garde Nr. 15, AM I, 54 (mit A.K.O. vom 7. November 1895 der 2. offizielle Präsentiermarsch des Regiments)
- Marsch des Bataillons Grenadiergarde Nr. 6, AM I, 55 (mit A.K.O. vom 7. November 1895 der 3. offizielle Präsentiermarsch des Regiments)
- Marsch des Yorckschen Korps, AM II, 37 von Ludwig van Beethoven (offizieller Parademarsch des Regiments bei Marsch in Zügen)
- Marsch nach Motiven der Oper Moses von Gioachino Rossini, AM II, 58 (offizieller Parademarsch des Regiments bei Marsch in Regimentskolonne)
- Geschwindmarsch nach Motiven aus Quadrillen, AM II, 126 von Johann Strauß (Parademarsch in Kompaniefronten, I. Bataillon)
- Helenenmarsch (urspr. Schwarz und Weiß), AM II,173 von Friedrich Lübbert (Parademarsch II. Bataillon)
- Defilier-Marsch, AM II, 168 von Carl Faust (Parademarsch Füsilierbataillon)

## Unterstellung
Das Regiment gehörte zur 1. Garde-Infanterie-Brigade in Berlin der 1. Garde-Division (Berlin) des Gardekorps (Berlin).

## Einsätze

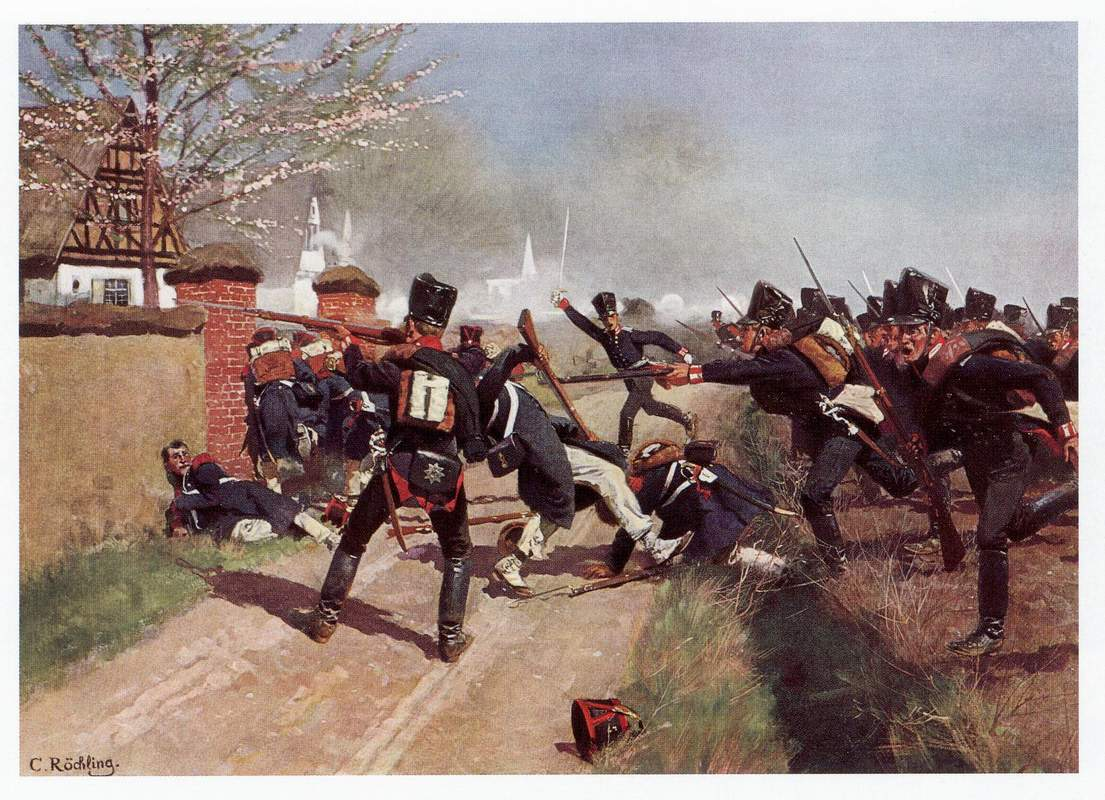
Das Füsilier-Bataillon bei Groß-Görschen-Kaja. 2. Mai 1813, Historiengemälde von Carl Röchling

### Befreiungskriege
Das Regiment Garde zu Fuß gehörte zum Korps Blücher und nahm an folgenden Schlachten und Gefechten teil:
- Groß-Görschen am 2. Mai 1813
- Schlacht bei Bautzen am 20./21. Mai 1813
- Gefechte bei Pließkowitz am 20./21. Mai 1813
- Völkerschlacht bei Leipzig vom 14.–19. Oktober 1813, das Regiment kommt jedoch nicht ins Gefecht
- Schlacht bei Paris am 30. März 1814[19]

### Märzrevolution 1848
- Barrikadenaufstand vom 16.–18. März 1848 werden Teile des Regiments in Berlin verwendet

### Deutscher Krieg 1866
- Gefechte bei Burgersdorf und Neu-Rognitz am 28. Juni 1866
- Gefecht bei Königinhof am 29. Juni 1866, bei dem das 1. Garderegiment zu Fuß die Fahne des österreichischen Regiments Coronini eroberte
- Schlacht bei Königgrätz am 3. Juli 1866, bei der das Regiment an der Spitze des linken Flügels der preußischen Truppen den entscheidenden Angriff auf die Höhen von Chlum führt

#### Mobilmachung
Bei Ausbruch des Deutschen Krieges im Jahr 1866 lag die letzte Demobilisierung des Regiments 50 Jahre zurück. Abgesehen von dem eintägigen Einsatz während der Märzrevolution, der nun allerdings auch schon 18 Jahre zurücklag, hatte das Regiment danach keine Gefechtserfahrungen mehr gesammelt. Die Regimentschronik weist darauf hin, dass der einzige aktive Regimentsangehörige, der mit dem Regiment bereits einmal im Feuer gewesen war, der König sei, und verweist damit auf die Befreiungskriege.
Am 5. Mai 1866 erhielt das 1. Garde-Regiment zu Fuß im Rahmen des Gardekorps den Befehl zur Mobilmachung, die am 6. Mai beginnen sollte. Die folgenden Wochen waren von einer verwirrenden Vielzahl von Abkommandierungen und Zuversetzungen von Offizieren geprägt. Während einige an neu aufzustellende Reserve-Truppenteile, höhere Stäben oder zur Abholung von Reservisten, Pferden und Material entsandt wurden, kamen ständig andere Offiziere ins Regiment, die bislang als Lehrgangsteilnehmer oder Ausbilder zu Schulen kommandiert waren, die als Reserveoffiziere zum Regiment einberufen wurden oder auf Antrag beim König oder einem höheren Stabe die Erlaubnis erhielten, den Feldzug beim Leibregiment des Königs mitzumachen oder wenigstens zu begleiten. Welche Stimmung dem zugrunde lag, illustrieren zwei Beispiele:
„Am 14. wurden bei der Parade durch das Loos  diejenigen Offiziere bestimmt, welche zu den beiden Landwehr-Bataillonen Stettin und Graudenz abzugeben waren. Es wurden gerade die ältesten Hauptleute davon betroffen. – Ein großer Verlust für das Regiment – Es fällt uns schwer zu erwähnen, wie schmerzliche Stunden bitterer Enttäuschung dieser Tag für einen Teil des Offizierkorps in sich schloß, dem es nicht vergönnt sein sollte, den bevorstehenden Feldzug in den Reihen des Regiments mitzumachen.“
„Die beurlaubten Offiziere wurden sofort durch Telegramme zurückberufen. Den Prinzen Anton von Hohenzollern-Sigmaringen, à la suite des Regiments, welcher in Begleitung des Premierleutnants v.Geyr und Grafen Finckenstein von einer Reise aus dem Orient zurückkehrte, erreichte die Depesche in Konstantinopel. […] Der Prinz beantwortete diese Frage durch die Bitte, nicht in einem Stabe verwendet zu werden, sondern an dem Feldzuge in den Reihen des Regiments teilnehmen zu dürfen.“
Der im zweiten Zitat erwähnte Prinz Anton von Hohenzollern-Sigmaringen sollte den Feldzug nicht überleben.
Gleichzeitig mit den Telegrammen an die Offiziere wurden auch die Mannschaften und Unteroffiziere der Reserve einberufen. Bereits am 8. Mai gegen 11:30 Uhr trafen die ersten Reservisten beim Regiment in Potsdam ein. Insgesamt wurden 1797 Mann – ohne Offiziere – aus der Reserve in den Verband des Regiments eingegliedert, das damit auf etwa doppelte Friedensstärke anwuchs. Die notwendigen planerischen Vorbereitungen zur Einkleidung und Ausrüstung der Reservisten waren von der Regiments-Bekleidungskommission, einem Gremium aus nebenamtlich dazu abgestellten Offizieren und Unteroffizieren, glücklicherweise bereits seit April getroffen worden.
Major von Kleist hatte in der gleichen Zeit ein vollständiges Verzeichnis aller beweglichen Gegenstände aus dem Besitz des Regiments angefertigt und Vorschläge zur Aufbewahrung derselben für den Fall einer Mobilmachung gemacht. Die Adjutanten, die den größten Teil des Schriftverkehrs für ihre Bataillone oder das Regiment zu erledigen hatten, erhielten den Befehl, ihre Bureaus entweder zu sich nach Hause zu nehmen oder sich in denselben einzuquartieren, um jederzeit erreichbar und auskunftsfähig zu sein. Am 12. Mai trafen 94 Mobilmachungspferde ein und wurden im Lustgarten auf die Offiziere verteilt. Dazu waren die Offiziere bereits vorher gewogen worden, um jedem ein für sein Gewicht geeignetes Pferd zur Verfügung stellen zu können. Das Lehr-Infanterie-Bataillon wurde aufgelöst, gleichzeitig ein Ersatz-Bataillon aufgestellt. Am 15. Mai holte ein Kommando aus der Zitadelle Spandau die gesamte für das Regiment bestimmte Munition und die Waffen für die Reservisten. All das musste peinlich genau nachgezählt, geprüft und auf Verwendbarkeit untersucht werden. Parallel dazu mussten alle blanken Waffen (Degen, Säbel, Bajonette) geschliffen werden, was alleine zwei Tage in Anspruch nahm. Ebenfalls gleichzeitig wurde der Train der Bataillone im Fahren und Bespannen geübt. Die vielen einberufenen Ersatzmannschaften, deren Wehrdienst längere oder kürzere Zeit zurücklag, benötigten eine Auffrischung ihrer Ausbildung und mussten innerhalb kürzester Zeit wieder an die Anstrengungen von Märschen, das Ertragen und Überwinden von Strapazen, die Last des Tornisters und vieles mehr gewöhnt werden. Dazu wurden täglich Übungen auf dem benachbarten Truppenübungsplatz Döberitz und ausgedehnte Märsche unternommen. Um sich auf den Kampf vorzubereiten, legte man Wert auf eine möglichst wirklichkeitsnahe und zeitgemäße Ausbildung. „In der nächsten Zeit exerzirte das Regiment wiederholt auf dem Bornstädter Felde, wobei der Mann bis zwanzig Patronen erhielt und ein Massenfeuer von großer Heftigkeit entwickelt wurde. Es wurde vielfach in deployirten Fronten exerzirt, auch das Hinlegen in dieser Formation, sowie das Niederwerfen der Schützen beim Anreiten der Kavallerie wurde gleichfalls zum Gegenstande der Übungen gemacht. Das Regiment exerzierte meistens in Halb-Bataillonen, die erste Linie der Kompanie-Kolonnen auseinandergezogen, um so die großen Bataillons-Kolonnen dem starken feindlichen Feuer zu entziehen. Bei diesem Exerzieren waren die Fahrzeuge des Regiments in der Regel zugegen und operierten hinter der Front.“ Eine Besichtigung dieser Übungen durch den König fand am 25. Mai statt, zu der auch zivile Gäste zugelassen waren. Der dabei anwesende Dompropst von Mansbach war davon so begeistert, dass er dem Regiment als Stiftung 1.000 Taler überwies, ein für damalige Verhältnisse immenser Betrag.
Neben diesen vom Regiment oder anderen Stäben gesteuerten Tätigkeiten gab es noch genügend Raum für persönlichere Sorgen und Freuden. Die Offiziere brachten ungeheure Degen und Schleppsäbel mit, die haarscharf geschliffen wurden, und kauften private Revolver. Normalerweise wurden die Haare noch nicht kurz getragen. Nun ließ sich der größte Teil der Offiziere die Haare kurz schneiden wie die Bürsten, um aller unnötigen Toilettenkünste enthoben zu sein. Lebensversicherungen schlossen nur wenige ab, und die in großer Menge hereinkommenden Angebote von Panzerhemden wurden von noch wenigeren angenommen. Der kriegerische Enthusiasmus wurde noch dadurch bestärkt, dass plötzlich das Rauchen auf der Straße erlaubt wurde, ein erster Hauch gelockerter Regeln. Die Begeisterung wurde jedoch etwas gedämpft, als am 26. Mai 1866 die Nachricht vom Generalkommando des Gardekorps eintraf, dass der Ausmarsch des Regiments vorläufig noch nicht bevorstehe.

#### Ausmarsch
Am 3. Juni 1866 traf der erlösend empfundene Befehl ein, dass das Regiment den Fußmarsch in den Konzentrierungsraum bei Cottbus antreten solle und der Ausmarsch ins Kriegsgebiet unmittelbar bevorstehe. Nun wurden auch im sozialen Bereich Maßregeln getroffen, die in erster Linie das Wohlergehen der Mannschaften und Unteroffiziere und ihrer Angehörigen zum Ziel hatten. Am 4. Juni wurde allen Soldaten und den Ehefrauen der Offiziere bekannt gegeben, was zur Unterstützung der zurückbleibenden hilfsbedürftigen Familien veranlasst worden war. Die Ehefrauen der Offiziere wurden mit einbezogen, weil sie in erster Linie für die Durchführung dieser Maßnahmen zuständig sein sollten. Die monatlich zu zahlende Unterstützung wurde auf die Familien nach Anzahl der zu versorgenden Kinder verteilt, worüber Zahlmeister Poppe vom Regimentsstab Buch zu führen hatte. Das Geld sollte monatlich von den Familien persönlich bei der Frau des Regimentskommandeurs abgeholt werden. Um auch für die Reservisten, die dem Regiment ja nicht angehörten und daher keinen Anspruch auf Mittel aus diesem Fonds hatten, etwas zu tun, wurden diese angewiesen, dass sich in Not geratene Angehörige bei Gräfin Keller melden sollten, bei der sie weitere Weisung erhalten würden.
Am 12. Juni 1866 ging der Befehl zum Ausmarsch für den 14. Juni ein. An diesem Tag trat das Regiment um 3 Uhr morgens im Lustgarten an, um von dort abzumarschieren. Die Angehörigen der Soldaten und vor allem der Offiziere waren in großer Zahl ebenfalls auf dem Platz, und auch die Bürgerschaft Potsdams nutzte die Gelegenheit zum Abschied. Um 3:30 Uhr kam der König aus dem Schloss, um sich persönlich von seinem Regiment mit der Zusicherung zu verabschieden, dass er bald selbst wieder bei diesem sein werde.

#### Der Feldzug bis zur Schlacht von Königgrätz
Die Vielzahl von Zu- und Abkommandierungen von Offizieren hatte dazu geführt, dass nur sechs der zwölf Kompanien des Regiments von Hauptleuten geführt wurden. Die übrigen unterstanden dem Kommando von Premierlieutenants. Da Beförderungen damals wesentlich langsamer aufeinanderfolgten, darf man sich aber auch diese Offiziere als langgediente und erfahrene Soldaten mit entsprechendem Lebensalter vorstellen. Drei Kompanien verfügten auch nur über zwei Kompanieoffiziere, während die übrigen immerhin für jeden der drei Züge einen Offizier oder Portepeefähnrich als Führer besaßen. So gegliedert kam das Regiment am 14. Juni morgens in Schlesien an, wo es von der Bevölkerung begeistert begrüßt und sehr gastfreundlich aufgenommen wurde. Die Truppen hatten in der damaligen Zeit keine Zelte und wurden an den jeweiligen Etappenzielen ihrer Märsche in Bürgerquartieren untergebracht. Dazu war stets ein Vorauskommando vor den Regimentern, das in den dazu befohlenen Ortschaften die Quartiere für alle Soldaten festlegte. Kam die Truppe nachmittags oder abends an der Ortschaft an, wurde sie von den Quartiermachern eingewiesen. Zusätzlich standen gewöhnlich mit Kreide die Anzahl der Soldaten und von welcher Einheit oder die Namen der Offiziere an den Haustüren. Die Quartierwirte konnten außerdem angewiesen werden, die Truppe zu verpflegen, wofür sie, wie für die Unterkunft, eine finanzielle Entschädigung erhielten. Nur im Feindesland oder in Notfällen ließ man die Truppe biwakieren, da die Soldaten dann unter freiem Himmel schlafen mussten und den Unbilden der Witterung weitgehend schutzlos ausgeliefert waren, was den Krankenstand leicht in die Höhe schnellen und die Kampfkraft absinken ließ. Das notwendige Geschirr, um bei einem solchen Biwak Verpflegung zubereiten zu können, wurde allerdings von der Truppe mitgeführt.
Das I. Bataillon musste bereits am 15. Juni 1866 weitermarschieren, während das II. und das Füsilierbataillon noch einen Ruhetag hatten. Der Marsch ging über Mollwitz, was von den Soldaten wegen des Siegs, den preußische Truppen am 10. April 1741 dort über Österreicher errungen hatten, als gutes Omen betrachtet wurde. In mehreren Tagen wurde bis in die Gegend von Brieg marschiert, um das sich das Regiment in verschiedenen Dörfern versammelte und wo es noch einige Übungen veranstaltete. Das Wetter war heiß und drückend und machte den Soldaten zu schaffen, die sich, nachdem sie das Flachland verlassen hatten, auch erst an die bergige Landschaft gewöhnen mussten. Da Schlesien seit über hundert Jahren preußische Provinz war, war die Aufnahme überall sehr freundlich. Ehemalige Grenadiere des Regiments kamen meilenweit herbei, um ihre Offiziere von früher wiederzusehen und ihre „Nachfolger“ anzuspornen. Einer brachte sogar seinen Sohn zum Regimentskommandeur mit der Bitte, ihn noch für den laufenden Feldzug einzustellen, was ihm allerdings abgeschlagen wurde. Täglich wurde die Ausrüstung appelliert. Dabei konzentrierte man sich auf Gewehre, Patronentaschen und Schuhzeug. Insbesondere dem Schuhzeug hatte man vor dem Ausmarsch besondere Aufmerksamkeit zuteilwerden lassen und es so weit in Stand gesetzt, dass für jeden Soldaten zwei Paar vorhanden waren. Die Maxime der äußerst sparsamen Kompaniewirtschaft der preußischen Armee war aber Reparatur vor Neubeschaffung, demzufolge sich unter den Schuhen oft ziemlich verbrauchte fanden. Die Stimmung wurde nochmals allgemein gehoben als ein Brief des pensionierten und als besondere Auszeichnung dem Regiment à la suite gestellten Generals der Infanterie von Grabow eintraf. Dieser versprach dem Unteroffizier oder Gemeinen, der dem Feind die erste Trophäe abnehme, eine Belohnung von 100 Talern. Mit Trophäe war in diesem Zusammenhang eine Fahne, Kesselpauke, Kanone oder sonstiges besonderes militärisches Gerät gemeint. Sollte derjenige dabei so verwundet werden, dass er invalide wäre, würde er auf Lebenszeit des Generals zusätzlich einen monatlichen Zuschuss von drei Talern erhalten.
Am 22. Juni 1866 kam der Befehl zum Beginn der Angriffsbewegungen gegen die böhmische Grenze. Das Gardekorps erhielt den Auftrag, gegen Braunau vorzugehen. Die große Hitze und die ungewohnten Steigungen verursachten viele Fußkranke und sogar Fälle von Ohnmachten. Am 24. Juni 1866 wurde noch einmal ein Ruhetag eingelegt, an dem die Truppeneinteilung für den nunmehr unmittelbar bevorstehenden Feldzug befohlen wurde. Das Füsilierbataillon wurde zur Avantgarde der Division abgestellt, deren Führung der Regimentskommandeur, Oberst von Kessel, übernahm. Die Führung des Regiments wurde auf seinen Stellvertreter übertragen.
Nachdem bislang alles in mustergültiger Ordnung abgelaufen war, begann der eigentliche Feldzug chaotisch. Am Abend des 24. kam vom Regiment der Befehl, Helme, Seitengewehre und Drillichjacken zurückzulassen. Die Kompanien, jeweils 300 Mann stark, traten dazu getrennt voneinander an und verluden diese Ausrüstungsstücke möglichst sorgfältig auf Wagen, nachdem sie verpackt waren. Sie sollten danach mit diesen Wagen zurück nach Potsdam gehen. Das Einsammeln und Verladen war gerade beendet, als um ein Uhr morgens der Gegenbefehl gemeinsam mit dem Befehl, um 2 Uhr abzumarschieren, die Kompanien erreichte. Zu allem Überfluss setzte zu diesem Zeitpunkt Regen ein. Es gelang zwar, den Termin einzuhalten und die Ausrüstung mit Ausnahme der Drillichjacken, die tatsächlich zurückgehen sollten, wieder auszugeben, aber bei Regen und in tiefster Nacht ohne Beleuchtung konnten natürlich nicht jeweils 300 Helme richtig verpasst werden. Punkt zwei Uhr traten die Bataillone den Marsch über inzwischen morastige Wege an. Die vorangegangene Unruhe rächte sich, unterwegs wurde viel verloren, unter anderem auch Bajonette. Am 25. morgens klarte das Wetter auf, und bei einem Halt wurde der Befehl gegeben, die Gewehre mit scharfer Munition zu laden, was auf alle einen tiefen Eindruck machte. Am 26. gegen Mittag wurde bei Ottendorf mit klingendem Spiel die Grenze überschritten. Das Grenzdorf war menschenleer. Es wurde Halt gemacht, und da es schon wieder sehr heiß war, wurden die Mannschaften in die Häuser geschickt, um nach Lebensmitteln und Getränken zu suchen. Man befand sich im Feindesland. Zum Schutze ihres Eigentums kamen nun doch noch einige Frauen des Dorfes aus dem nahe gelegenen Wald und verkauften Milch und Brot an die Truppe. An diesem Tage wurde noch bis nach Dittersbach hinter Braunau weiter marschiert und dort Quartier bezogen. In Dittersbach sahen die Soldaten erstmals den Feind in Gestalt einiger österreichischer Dragoner, die bei einem Patrouillengefecht von den 3. Garde-Ulanen gefangen genommen worden waren. Die Gefangenen wurden dort zur Bewachung an das Regiment abgegeben und waren Gegenstand lebhaftesten Interesses. Das II. Bataillon sollte in dem Dorf das Eintreffen der noch zurückhängenden Artillerie abwarten, um diese zu decken. Das I. Bataillon wurde ohne seine 4. Kompanie, die zu ihrem großen Leidwesen die Bagage decken sollte, nach Eipel in Marsch gesetzt. Wegen der zuvor eingetretenen Marschausfälle wurde die Bagage allerdings um die Tornister der Soldaten vermehrt, die damit zwar etwas Komfort bei der Rast einbüssten, für die anstrengenden Märsche allerdings wesentlich entlastet wurden. Das I. Bataillon erreichte Eipel und wurde von dort unmittelbar als Vorposten eingesetzt und am nächsten Morgen weiter in Richtung Trautenau vorgeschoben. Dort hatte an diesem Tage, dem 27. Juni, eine Schlacht zwischen dem I. Armeekorps und den Österreichern stattgefunden, welche die Preußen verloren hatten. Das Bataillon stand nun mit der Masse seiner drei Kompanien direkt an der Aupa. Am 27. nachmittags traf auch die Artillerie in Braunau ein, wo das II. Bataillon auf sie gewartet hatte. Spät am Abend kam auch für diese Teile der Befehl zum weiteren Vormarsch, von dem aber auch hier eine Kompanie ausgenommen war. Die 7. Kompanie erhielt den Auftrag, als Etappenbesatzung in Braunau zu bleiben und dort ein Lazarett einzurichten und einen Fuhrpark für die Intendantur aufzustellen. Die restlichen drei Kompanien verließen Braunau mit der Artillerie Richtung Eipel um Mitternacht und marschierten bis Tagesanbruch des 28., als von rechts und links Kanonendonner zu hören war. Da sich die Marschkolonne in einem engen Tal bewegte, war es nicht möglich, die Richtung des Gefechtslärms sicher festzustellen. Es handelte sich tatsächlich um den Lärm zweier verschiedener Schlachten, die gerade in der Nähe, in Skalitz und Burkersdorf stattfanden. Um 17:00 Uhr wurde Eipel erreicht. Das Bataillon, das bislang noch nicht im Feuer gestanden hatte, traf hier auf die ersten Verwundeten. „In Eipel standen Wagen neben mit Verwundeten, so daß das Bataillon theilweise einzeln zwischen denselben durchkriechen mußte […]. Auch Leute vom Regiment waren auf den Wagen und mehrere der verwundeten Offiziere konnten während des vielfach aufgehaltenen Marsches aufgesucht werden.“ Der Marsch wurde von dort durch unwegsame Hohlwege noch bis 22:30 Uhr fortgeführt, bis man Raatsch bei Trautenau erreichte, wo biwakiert wurde. Während dieser Zeit war das Füsilierbataillon mit der Avantgarde schon deutlich voraus und hatte Raatsch bereits erreicht. Die Avantgarde sollte zwar noch in der Schlacht bei Trautenau eingesetzt werden, was der dort kommandierende General von Bonin in der irrigen Annahme, das Gefecht bereits gewonnen zu haben, jedoch ablehnte.

#### Gefecht bei Burkersdorf
Am folgenden Tage, dem 28. Juni 1866, marschierte das I. Bataillon im Gros hinter der Avantgarde nach Burkersdorf, während das II. Bataillon nachgeführt wurde. Die Avantgarde hatte Befehl bekommen, das Korps des österreichischen Generals Gablenz, das am Tage zuvor bei Trautenau siegreich gewesen war, der Division voraus in der linken Flanke anzugreifen. Dazu trat das Füsilierbataillon im zweiten Treffen hinter einem Bataillon des 3. Garde-Regiments zu Fuß, bereits mit vier Kompanien nebeneinander entwickelt aus Ober-Raatsch nach Westen Richtung Burkersdorf heraus. Nach Durchschreiten eines Bachgrundes stiegen die Kompanien in die verwinkelt angelegte Ortschaft Staudenz, die quer zur Stoßrichtung etwa 1500 Meter vor Burkersdorf liegt. Als sie wieder aus der Ortschaft heraustraten und weiter Richtung Burkersdorf vorgingen, erhielten sie sofort Artilleriefeuer. Das Feuer forderte zwar keine Opfer, scheuchte aber mehrere Bienenvölker auf, die sich über die 10. und 12. Kompanie hermachten. Die völlig ungeregelten Ausweichbewegungen ließen die beiden Kompanien nach Norden abkommen. Das Gelände zwischen Staudenz und Burkersdorf ist sehr hügelig und war von mehreren kleinen Waldstücken und kleineren Bachgründen durchzogen, die es insgesamt sehr unübersichtlich machten. Dadurch bemerkten die abgekommenen Einheiten ihren Irrtum erst als sie schon etwa einen Kilometer nördlich von Staudenz angelangt waren. Die übrigen Kompanien, die weiter Richtung Burkersdorf vorgingen, versuchten das Artilleriefeuer zu unterlaufen. Dadurch gerieten sie sehr bald in gut gezieltes Feuer österreichischer Infanterie, welche die Waldstücke besetzt hielt. In Staudenz war inzwischen preußische Artillerie aufgefahren, die das Vorgehen der Füsiliere unterstützte. In den Waldstücken kam es zu kurzem heftigen Kampf, bei dem es sogar zu Bajonettwunden kam. Die Preußen entschieden das Waldgefecht für sich und warfen die Österreicher aus dem Wald auf Burkersdorf zurück. Zum Angriff auf Burkersdorf reichten die Kräfte der Avantgarde jedoch nicht mehr. Es erwies sich aber als glücklicher Zufall, dass die 10. und 12. Kompanie vorher die Richtung verloren hatten und weit im Norden standen. Dadurch lief ein Umgehungsversuch der Österreicher, der die Garden in den Waldstücken flankierend und im Rücken fassen sollte, frontal in diese Flankierungsstellung. Nachdem einige Stunden später die Haupttruppen der Division mühsam aus Ober-Raatsch über Staudenz herangekommen waren, begann der Sturm auf Burkersdorf, das schnell genommen wurde. Das Füsilierbataillon hatte bei diesem Gefecht an Toten 10 Mann, an Verwundeten 49 Mann, davon sechs Offiziere zu beklagen. Sechs der Verwundeten, darunter ein Offizier, verstarben später an den Folgen ihrer Verwundung.

#### Gefecht bei Königinhof
Nachdem Burkersdorf durch die 1. Garde-Division genommen war, bezogen die Truppenteile rund um den Ort und bis nach Ober-Raatsch zugewiesene Biwakräume, in denen sie eine relativ ruhige Nacht verbrachten. Am folgenden Tage, dem 29. Juni 1866, wurde die inzwischen leicht verstärkte Avantgarde um 12 Uhr nach Süden gegen Königinhof in Marsch gesetzt. Der Marsch durch den dicht nördlich dieser Ortschaft gelegenen Königreichwald war wegen der enormen Hitze beschwerlich. Überall lagen in dem dichten Fichtenwalde österreichische Ausrüstungsstücke herum, zum Teil wurden ganze Gewehrpyramiden gesehen. Als die Avantgarde nach einigen Stunden wieder aus dem Wald heraustrat, war das von seinen Einwohnern völlig verlassene Königinhof zu sehen, und mehrere Kolonnen marschierender österreichischer Infanterie. Oberst von Kessel ließ sofort die Artillerie vorziehen und das Feuer eröffnen. Er setzte zwei Füsilierbataillone zum sofortigen Angriff auf die Ortschaft an. Eines sollte von Norden her vorstoßen, das Füsilierbataillon des 1. Garde-Regiments zu Fuß sich links daneben setzen und von Osten angreifen. Die erste Widerstandslinie der Österreicher, die sich in hohen Roggenfeldern befand, wurde rasch auf den Ortsrand zurückgeworfen. Nachdem die österreichische Verteidigung einmal aufgebrochen war, drangen die Preußen schnell von allen Seiten in das Städtchen ein, wo sich ein lebhaftes Ortsgefecht entwickelte, bei dem auch eine österreichische Fahne erobert werden konnte. Ein verwundetes Pferd hatte eine österreichische Kolonne auseinandergesprengt, sodass eine Art Gasse frei wurde. Darin erhob sich plötzlich die Fahne des Regiments Coronini. Als die preußischen Garde-Füsiliere diese sahen, warfen sie sich in die Gasse und stürzten auf den Fahnenträger zu. Garde-Füsilier Gottlieb Bochnia ergriff die Fahne. Der Österreicher wollte sie natürlich nicht loslassen und nach kurzem Gezerre wurde der Fahnenträger erschossen. Der vierfach verwundete Bochnia hatte damit die erste Trophäe des Feldzugs gewonnen und erhielt die versprochene Belohnung von 100 Talern von General von Grabow. Dem Gefecht bei Königinhof fielen aus den Reihen des 1. Garde-Regiments zu Fuß zwei Soldaten, die auf dem Schlachtfeld blieben, und 13 Verwundete zum Opfer. Offiziere waren diesmal nicht betroffen.

### Deutsch-Französischer Krieg 1870/1871
- Schlacht bei St. Privat am 18. August 1870 – Das Regiment greift unter enormen Verlusten an: 16 Offiziere und 348 Mannschaften gefallen, 20 Offiziere und 694 Mannschaften verwundet, 14 Mannschaften vermisst. Unter den Toten war auch der Regimentskommandeur, Oberst von Roeder.
- Schlacht von Sedan am 1. September 1870
- Belagerung von Paris 19. September 1870 bis 28. Januar 1871
- Schlacht von Le Bourget vom 28. bis 30. Oktober 1870, bei der das Regiment jedoch nur in Reserve stand und
- der Ausfall der Pariser Besatzung bei Le Bourget am 21. Dezember 1870, bei der die Fahne des I. Bataillons in schwerem Granatfeuer zersplittert.

### Erster Weltkrieg
Westfront 1914/15
- St.-Gérard
- Schlacht von St. Quentin - Die Verluste waren mit 26 Offizieren und 1171 Mannschaften sehr hoch
- Schlacht an der Marne
- Reims
- Ypern

Westfront 1915–1917
- Herbstschlacht in der Champagne
- Offensive bei Bove und Montbérault,

Ostfront 1917
- Kerenski-Offensive
- Düna-Übergang

Westfront 1917/18
- Champagne
- Deutsche Frühjahrsoffensive 1918 auch Michael-Offensive oder Operation Michael genannt
- Grivesnes
- Hargicourt
- Epernay und Marne
- Bauquois-Höhe

Bis zum 9. November 1918 waren im Regiment im Verlaufe des Weltkrieges insgesamt 97 Offiziere, 480 Unteroffiziere und 4025 Grenadiere und Füsiliere gefallen.

### Einsätze in der Nachkriegszeit
Die 1. Garde-Infanterie-Division marschierte geordnet in die Heimat und schließlich nach Potsdam zurück. Am 11. Dezember 1918 zog das Regiment in die alte Garnison in Potsdam, wo es ab 12. Dezember 1918 demobilisiert wurde.
Die meisten Angehörigen des Regiments wurden ins Zivilleben entlassen. Ein Teil ging jedoch in das Baltenland um den Krieg gegen die Bolschewiki weiter zu führen. Dieses „Grenzschutz Ost“ oder „Grenzschutz Kurland“ genannte Freikorps, bzw. dessen I. Bataillon stand unter dem Befehl von Hauptmann von Schauroth und entstand am 27. Dezember 1918. Die Truppen im Baltikum standen unter dem Befehl des Generalmajors Rüdiger von der Goltz und nannten sich „1. Garde-Reserve-Division“.
Ein anderer Teil der Angehörigen des Ersten Garderegiments zu Fuß trat zum „Freikorps Potsdam“ über und nahm an den Kämpfen in Berlin teil. Das gesamte I. Bataillon dieses Freikorps oder Regiments Potsdam bestand aus ehemaligen Angehörigen des 1. Garderegiments zu Fuß. Das I. Bataillon wurde von Leutnant von Oppen geführt, sein Adjutant war Leutnant von L’Estocq, das gesamte Freikorps Potsdam wurde von Major Franz von Stephani (1876–1939) geführt. Ein anderes Freikorps, das mehrheitlich aus ehemaligen Angehörigen des 1. Garderegiments zu Fuß bestand, war das „Freikorps Eulenburg“, das vom letzten Regimentsführer, Major Siegfried Graf zu Eulenburg-Wicken 1919 aufgestellt wurde. Es gelangte jedoch nur noch in Teilen ins Baltikum und wurde dann in die Vorläufige Reichswehr überführt.

## Auflösung und Traditionsfolger

### Vorläufige Reichswehr

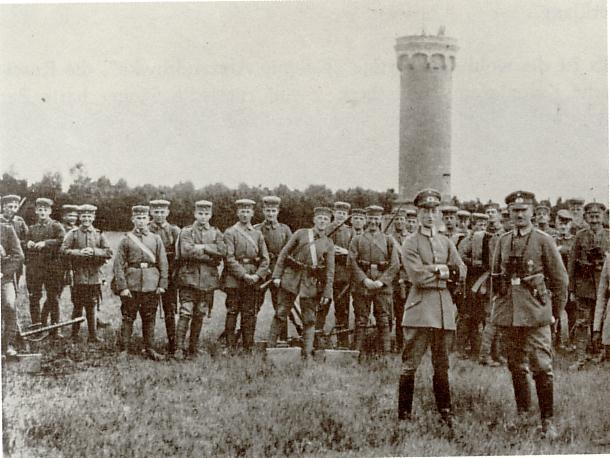
Kompanie des 9. (Preuß.) Infanterie-Regiments

Mit der Reichswehr-Brigade 3 entstand zunächst das IV. Bataillon des Reichswehr-Infanterie-Regimentes 5, in dem fast ausschließlich ehemalige Angehörige des 1. Garde-Regiments zu Fuß dienten. Das Reichswehr-Infanterie-Regiment 5 wurde geführt von Oberst von Taysen. Zunächst führte dessen IV. Bataillon Hauptmann Gutknecht, ab 2. Juni 1919 dann Major von Schütz, sein Adjutant war Leutnant von Kessel. Am 17. Juli 1919 wurde das Bataillon umgegliedert zum II. Bataillon des Reichswehr-Infanterie-Regiments 5, die Führerstellen blieben gleich besetzt. Am 16. September 1919 wurde es abermals umgegliedert zum I. Bataillon, Führer war nach wie vor Major von Schütz, mit seinem Adjutanten Leutnant von Kessel (beides Offiziere des ehemaligen 1. Garde-Regiments zu Fuß). Am 10. Mai 1920 traten die Reste des Grenzschutz Ost als 1. Kompanie unter Hauptmann von Schauroth in das I. Bataillon Reichswehr-Infanterie-Regiments 5 über. Adjutant des I. Bataillons wurde nun Leutnant Adalbert von Taysen (29. Januar 1898 bis 1. Juni 1995), im Ersten Weltkrieg zeitweise Adjutant des Füsilierbataillons beim 1. Garde-Regiment zu Fuß.

### Reichswehr und Wehrmacht
Am 1. Januar 1921 wurde aus dem Reichswehr-Infanterie-Regiment 5 das 9. (Preußische) Infanterie-Regiment errichtet, welches die alte Garnison des 1. Garde-Regiment zu Fuß bezog und in dem auch viele der alten Offiziere des Regimentes fortan dienten. Das neue Regiment wurde ebenfalls von Oberst von Taysen geführt, das I. Bataillon nach wie vor von Major von Schütz mit seinem Adjutanten Leutnant von Taysen. Am 23. März 1921 wurde die Reichswehr offiziell gegründet und das frisch entstandene 9. (Preußische) Infanterie-Regiment der 3. Division zugeordnet.

### Bundeswehr
Seit 1961 führt das Wachbataillon der Bundeswehr (zunächst nur mit der 2. Kompanie, seit 1991 als Bataillon) die Tradition fort.

### Möllendorffdegen
Im Zusammenhang mit dem Auffinden des Möllendorffdegens – Degen des Generals Johann Carl von Möllendorff (* 20. Mai 1791, † 6. November 1860), am 4. März 1803 als Gemeiner in das Regiment Garde Nr. 15 eingetreten und vom 30. März 1829 bis zum 12. Juli 1837 Kommandeur des I. Bataillons – wurde die Traditionsfolge nochmals ausdrücklich auch vom Bundespräsidenten anerkannt. Seit Mitte des 19. Jahrhunderts wurde im 1. Garde-Regiment zu Fuß und danach im Infanterie-Regiment Nr. 9 dieser Degen geführt. Einst hatten die Offiziere der Garde-Infanterie diesen Degen dem scheidenden General der Infanterie von Möllendorff gewidmet. Am 16. Januar 1932 fand im langen Stall die feierliche Übergabe des Degens an den Kompaniechef der 1. Kompanie (Traditionskompanie) des 9. (Preuß.) Infanterie-Regimentes, Hauptmann Graf von Schwerin statt. 1945 wurde er vom letzten Träger – um ihn vor den anrückenden sowjetischen Truppen zu schützen – in Potsdam vergraben und erst 1991 von dessen Söhnen wieder ausgegraben. Die Anfrage an das Bundespräsidialamt, wem dieser Degen nunmehr gehöre bzw. wer Rechtsnachfolger der genannten Regimenter sei, wurde vom damaligen Bundespräsidenten, Richard von Weizsäcker, der selbst Hauptmann im Infanterie-Regiment 9 war, dahingehend beantwortet, dass der Degen an das Wachbataillon beim Bundesministerium der Verteidigung abzugeben sei, da es die Tradition der Regimenter fortführe.
Bereits 1975 wurde der Degen des Vizefeldwebels August Benderoth, 3. Kompanie des 1. Garde-Regiments zu Fuß, der im Zweiten Weltkrieg in rheinischer Erde vergraben und später wieder freigelegt wurde, der 2. Kompanie des Wachbataillons der Bundeswehr verliehen, mit der Widmung: „Möge der Degen symbolisch an den Degen des Generals von Möllendorff erinnern“.

## Der von Rohdich’sche Legatenfonds
Der 1796 verstorbene Friedrich Wilhelm von Rohdich, General der Infanterie und preußischer Kriegsminister, brachte sein Haus mit Mobiliar in seinem Testament in eine Stiftung zur Unterstützung und Erziehung der Kinder des Grenadiergarde-Bataillons (No. 6) ein.
„Die Einkünfte meines Hauses mit den Mobiliarstücken, welches und welche ich meinem unterhabenen Grenadiergarde-Bataillon unter den vorstehenden Bedingungen vermacht habe, sollen, wie ich hierdurch festsetze und bestimme, zu ‚ewigen Zeiten‘ zur Erziehung der Kinder des genannten Bataillons einzig und allein Verwendung finden.“'

Das Legatenhaus am Pariser Platz 3

Fortan wurde das „von Rohdich’sche Legatenhaus“, Pariser Platz 3 in Berlin, vermietet und mit dem Erlös die Erziehung der Kinder von Bataillonsangehörigen finanziert. Nach Auflösung des Grenadiergarde-Bataillons (No. 6) wurde das 1. Garderegiment zu Fuß Nutznießer.
Die Verwaltung des Vermögens nahm ab 1824 eine Immediatenkommission des EGRzF wahr. 1880 wurden der Stiftung die Rechte einer juristischen Person zuerkannt.
Nach Auflösung des EGRzF im Jahr 1918 folgte 1921 die Übergabe der Tradition an das zwischenzeitlich aufgestellte Infanterie-Regiment 9 (IR 9). Eine hohe Wertsteigerung des Berliner Grundstücks und der damit gestiegene Mieterlös ermöglichten den Erwerb von drei weiteren Immobilien in Potsdam. Bis 1945 konnte jedes Kind eines Unteroffiziers, Mannschaftsdienstgrades und Beamten des mittleren Dienstes des Traditionsregiments IR 9 mit einer monatlichen Ausbildungsbeihilfe von je 30 Mark unterstützt werden.
Nach Kriegsende wurde die Stiftung durch die DDR aufgelöst und deren Vermögen dem Volkseigentum zugeführt.
1993 widerrief das Bundesministerium der Verteidigung die Auflösung der Stiftung von 1951 und übernahm die Stiftungsaufsicht. Aus dem „Semper talis Bund“ ging ein eigener Vorstand des Legatenfonds hervor, bestehend aus drei aktiven und drei ehemaligen Soldaten des Wachbataillons BMVg sowie dem Geschäftsführer. Seitdem wirkt die Stiftung, die mit dem Soldatenhilfswerk der Bundeswehr und dem Bundeswehr-Sozialwerk eine Kooperation eingegangen ist sowie korporatives Mitglied des Deutschen Bundeswehrverbandes ist, zum Wohle von Angehörigen der Bundeswehr.

## Denkmäler

### Denkmal in Potsdam-Bornstedt
Das älteste Denkmal wurde am 2. September 1872 im Katharinenholz in Potsdam-Bornstedt eingeweiht. Es trug die Namen der Schlachten aus den Kriegen 1866 und 1870/1871. Nur ein Teil des Textes ist überliefert:
„Dem ehrenvollen Andenken der in den Feldzügen 1866, 1870 und 1871 mit Gott für König und Vaterland ruhmvoll gefallenen Offiziere, Unteroffiziere u. Mannschaften gewidmet vom Ersten Garde Regiment zu Fuss am 18ten August 1872“
Das Denkmal wurde vermutlich gleich nach dem Zweiten Weltkrieg von den damaligen Machthabern gesprengt oder demontiert. Die Reste wurden 2008 vom Förderverein Militärmuseum Brandenburg-Preußen e. V. geborgen.

### Das alte Denkmal in St.-Privat
Am 18. August 1899 wurde von Kaiser Wilhelm II., der auch die Anregung dazu gegeben hatte, das Denkmal in St. Privat eingeweiht. Außergewöhnlich für diese Zeit war, dass es keine schlachtverherrlichenden Motive besaß und ausdrücklich auch das erbrachte Opfer der Gegner, der französischen Soldaten, würdigte. Damit hebt es sich ausdrücklich von dem seinerzeit international üblichen Gedenken ab. Wilhelm II. hob diesen Gedanken in seiner Rede ausdrücklich hervor:
„Die für das Denkmal gewählte Form ist abweichend von den sonst auf den Schlachtfeldern üblichen. Der gepanzerte Engel stützt sich friedlich auf sein Schwert, geziert mit dem Motto des Regimentes: Semper talis. Ich will daher, daß dieser Figur eine allgemeine Bedeutung verliehen wird. Es steht auf diesem blutgetränkten Schlachtfeld gleichsam als Wächter für alle gefallenen Soldaten beider Heere, des französischen wie des unseren. Denn tapfer und heldenmütig für ihren Kaiser und ihr Vaterland sind auch die französischen Soldaten in ihr ruhmvolles Grab gesunken. Und wenn unsere Fahnen sich grüßend vor dem erzenen Standbild neigen werden und wehmutsvoll über den Gräbern unserer lieben Kameraden rauschen, so mögen sie auch über den Gräbern unserer Gegner wehen, ihnen raunen, daß wir der tapferen Toten in wehmutsvoller Achtung gedenken.“
Die Inschrift auf dem von Walter Schott angelegten Ehrenmal lautete: „Den braven unvergesslichen Kameraden. Wilhelm II. und sein Erstes Garderegiment z. F.“
Als Elsass und Lothringen nach dem Ersten Weltkrieg wieder an Frankreich fielen, wurde das Denkmal zerstört. Die große Statue wurde 1922 offenbar eingeschmolzen. Lediglich der steinerne Sockel blieb bis heute stehen.

### Das neue Denkmal in St.-Privat
Am 20. August 1967, zwei Tage nach dem 97. Jahrestag der Schlacht bei St. Privat, wurde ein neues Denkmal des EGRzF aus Spendensammlungen des Semper-talis-Bundes an dieser Stelle eingeweiht. Der Gedenkstein, der bisher auf dem Kasernenhof des Wachbataillons in Siegburg gestanden hatte, wurde vom Wachbataillon nach St. Privat geschafft und dort gemeinsam mit Pionieren der Garnison Metz aufgestellt.
Inschrift:
Am 18. August 1870 fielen beim Angriff auf St. Privat der Kommandeur Oberst v. Roeder und 361 Offiziere, Unteroffiziere und Mannschaften des Ersten Garderegiments zu Fuß. Semper talis.

### Das Semper-talis-Denkmal in Potsdam

Wilhelm von Hahnke als Leutnant im 1. Garde-Regiment zu Fuß; der spätere Begründer des Semper-talis-Bundes

Die Denkmalsweihe dauerte vom 13. bis 15. Juni 1924, wobei die Enthüllung des „Semper-talis-Denkmals“, geschaffen von dem Bildhauer Franz Dorrenbach, neben der Potsdamer Garnisonkirche, am Sonnabend, dem 14. Juni 1924 stattfand. Auf ihm sind die Gefallenen des Ersten Garderegiments zu Fuß geehrt worden. Aber auch die aus dem Regiment hervorgegangenen Truppen, wie das 1. Garde-Reserve-Regiment, sind mit aufgenommen worden.
Das Denkmal trug auf seiner Vorderseite unter dem Reliefmedaillon die Inschrift:
SEMPER TALIS
An der Vorderseite des Sockels war die Widmungsinschrift zu lesen:
DEM ERSTEN
GARDE-REGIMENT ZU FUSS
UND
SEINEN TREUEN TOTEN
1914–1919
Auf der Rückseite stand die Inschrift:
Für Kaiser und Reich Für König und Vaterland starben im Weltkrieg den Heldentod im Ersten Garderegiment zu Fuß sein Regimentsführer Oberstleutnant von Bismarck 96 Offiziere, 480 Unteroffiziere, 4025 Mannschaften
Im ersten Garde-Reserve-Regiment sein Führer Oberstleutnant von Schmidt, 106 Offiziere, 353 Unteroffiziere, 3059 Mannschaften und in anderen Truppenteilen zahllose aus beiden Regimentern stammende Kameraden.
Bei einem britischen Luftangriff auf Potsdam wurde das Denkmal am 14. April 1945 schwer getroffen. Ein Beschluss des Alliierten Kontrollrates bildete 1946 die Grundlage zur Beseitigung der Reste des teilzerstörten Denkmals. Als besondere Demütigung wurden ehemalige Angehörige des Ersten Garderegiments zu Fuß gezwungen, diese Sprengung durchzuführen:

„[…] Durch Verräter erfuhren die damaligen kommunistischen Machthaber Namen von Kameraden, die in Potsdam wohnten und beim Ersten Garde-Regiment gedient hatten. Sie zwangen diese die Zertrümmerung des Ehrenmals zu vollziehen. Zu ihnen gehörte auch der Kamerad Offers. Er war Posten am Ehrenmal bei der Einweihungsfeier und wohnte 1945 in der Russischen Kolonie. Durch ein Trümmerstück wurde er tödlich verletzt. Man trug ihn tot vom Platze. […] Die Trümmer des Ehrenmals wurden in alle Winde zerstreut.“

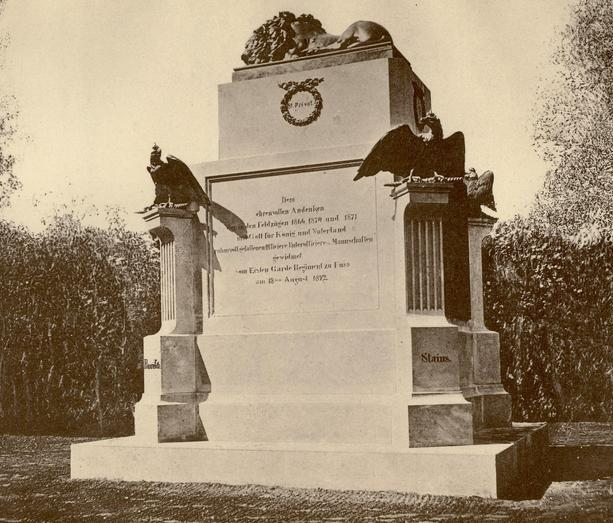
Denkmal in Potsdam-Bornstedt
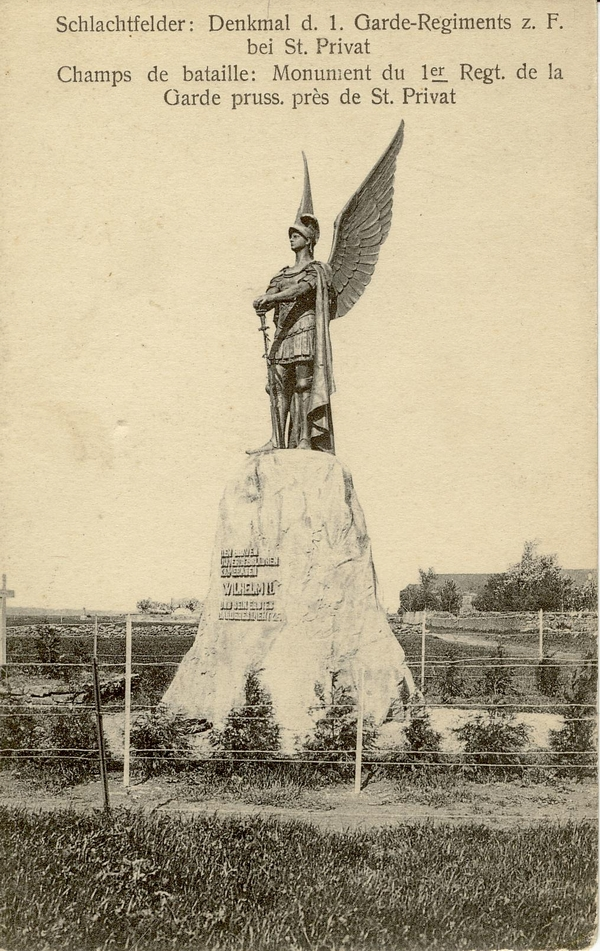
Altes Denkmal in St. Privat
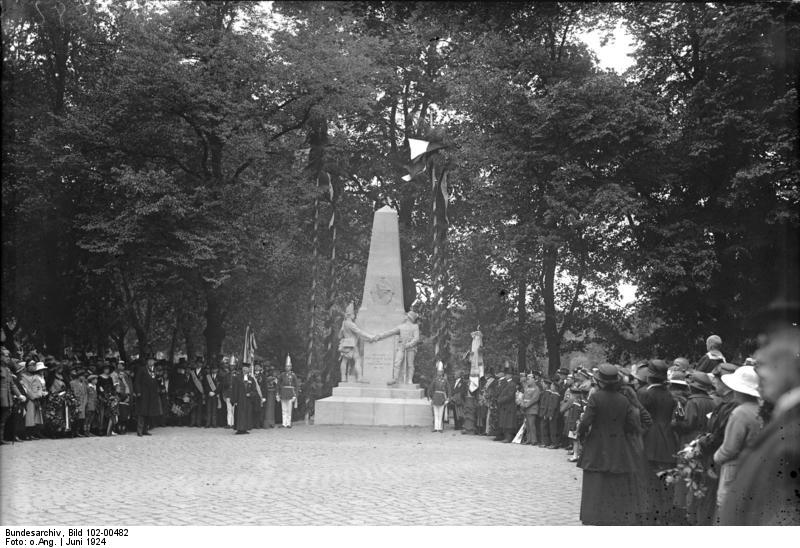
Einweihung des Denkmals in Potsdam bei der Garnisonkirche

## Vereine
Der Musikverein „Traditionsmusikkorps Erstes Garderegiment zu Fuß e. V.“ mit Sitz in Lennestadt hat sich die Musiktraditionen des Regiments zu Fuß zum Vorbild genommen und gibt Konzerte in historischen Uniformen.

## Trivia
Als 18-Jähriger trat 1818 auf Druck seines Vaters der spätere Dichter Franz von Gaudy in das 1. Garde-Regiment zu Fuß in Potsdam ein. Er machte dort seine ersten satirischen Studien an Kameraden oder schrieb ironische Verse über den öden Rekrutendrill. Besonders die damals herrschende reaktionäre Stimmung bei der Truppe reizte den Nachahmer Heinrich Heines zu Widerspruch und Provokation. Wegen Schulden und Duellen wurde er bald nach Breslau zu einem Linienregiment strafversetzt, blieb aber aus Mangel an Alternativen noch bis 1833 als Offizier in abgelegenen schlesischen Grenzgarnisonen beim preußischen Militär, obwohl er innerlich keinerlei Antrieb dazu verspürte.

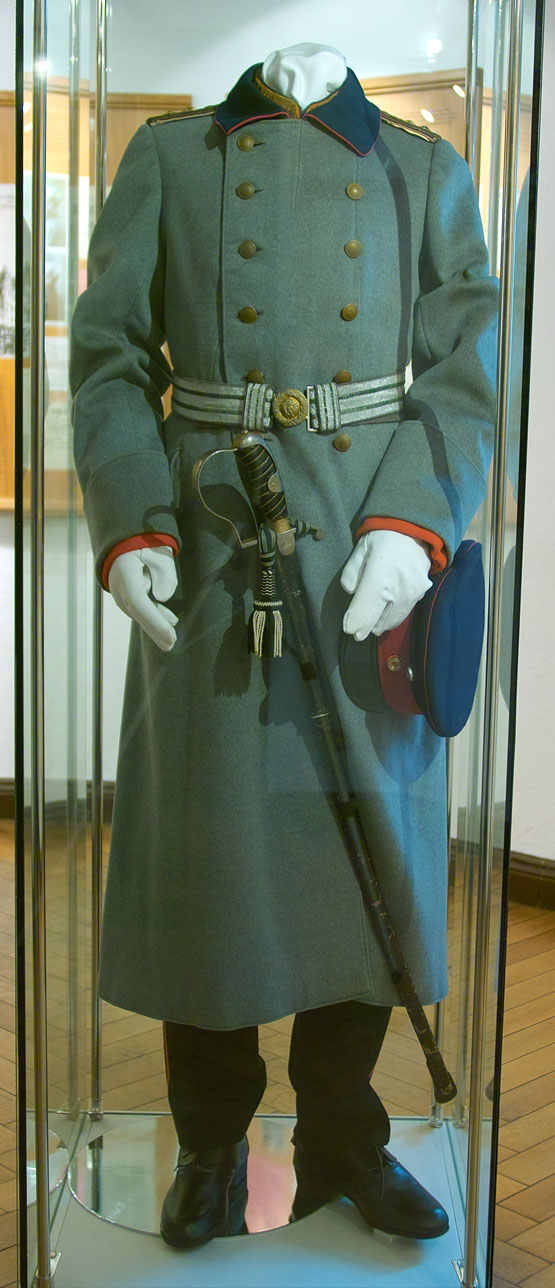
Uniform des Hauptmanns im Ausstellungsraum des Rathauses Köpenick

Der als Hauptmann von Köpenick bekannt gewordene Schuster Wilhelm Voigt stellte sich aus Utensilien, die er bei verschiedenen Trödlern erworben hatte, für seinen Coup die Uniform eines Hauptmanns des 1. Garderegiments zu Fuß zusammen. In dieser Verkleidung unterstellte er sich am 16. Oktober 1906 mehrere Wachsoldaten zweier anderer Garderegimenter, nämlich sechs Männer vom 4. Garde-Regiment zu Fuß und vier sogenannte „Maikäfer“, also Soldaten des Garde-Füsilier-Regiments, mit denen er die Köpenickiade im Rathaus Köpenick durchführte. Die Quittung über die dabei erbeutete Summe unterzeichnete er mit einem Decknamen und dem Kürzel „H.i.1.G.R.“ (Hauptmann im 1. Garde-Regiment).

### Allgemein
- Paul von Abel: Stammliste der Königlich Preußischen Armee. Salzwasser Verlag, Paderborn 2013, ISBN 978-3-7340-0012-6, S. 7–10 (Textarchiv – Internet Archive – Reprint der 1905 bei E.S. Mittler und Sohn in Berlin erschienenen Ausgabe).
- Constantin Kling: Geschichte der Bekleidung, Bewaffnung und Ausrüstung des Königlich Preußischen Heeres. Erster Teil: Die Infanterie im Jahre 1806. Weimar 1902, Putzer & Hölzer.
- Jürgen Kraus: Die deutsche Armee im Ersten Weltkrieg. Uniformierung und Ausrüstung 1914–1918. Verlag Militaria, Wien 2004.
- Carl Röchling: Unser Heer. Soldatenalltag um 1890. Nachdruck Hamburg 2001, Mittler.
- Louis Schneider: Instructionsbuch für den Infanteristen. 8. Auflage, Berlin 1875, Nachdruck Beckum 1980, Bernhard Vogel.
- Hans-Peter Stein/Militärgeschichtliches Forschungsamt: Symbole und Zeremoniell in deutschen Streitkräften vom 18. Bis zum 20. Jahrhundert. 2. Überarbeitete Auflage, Weltbild, Augsburg 1991.
- Georg Ortenburg, Ingo Prömper: Preußisch-Deutsche Uniformen von 1640–1918. München 1991, Orbis.
- Günther Voigt: Die Garde- und die Grenadier-Regimenter 1–12 der preussischen Armee. In: Dermot Bradley, Hans Bleckwenn (Hrsg.): Deutschlands Heere bis 1918. Ursprung und Entwicklung der einzelnen Formationen. Band 1. Biblio-Verlag, Osnabrück 1980, ISBN 3-7648-1199-4.

### Zur Garde oder zum EGR
- Chronik des Ersten Garde-Regiments zu Fuß und dessen Stamm-Truppen 1675–1900. im Auftrage des Regiments herausgegeben, Verlag von Martin Oldenbourg in Berlin 1902.
- Ehren-Liste der im Ersten Garde-Regiment z. F. während des deutschen Daseinskampfes 1914-18 gefallenen, vermißten und gestorbenen Offiziere, Unteroffiziere und Mannschaften (= Erinnerungsblätter deutscher Regimenter. Truppenteile des ehemaligen preußischen Kontingents. 35a). Stalling, Oldenburg i.O. / Berlin 1924 (Digitalisat der Württembergischen Landesbibliothek).
- Ernst von Eisenhart-Rothe, Martin Lezius (Hrsg.): Das Ehrenbuch der Garde. Band I. und II: Die preußische Garde im Weltkriege 1914–1919. bearbeitet und mit Unterstützung der kameradschaftlichen Vereinigungen des ehemaligen Gardekorps und zahlreicher Angehöriger seiner Formationen, Berlin/Stuttgart ohne Jahresangabe, Tradition Wilhelm Kolk/Vaterländischer Verlag Oskar Hinderer.
- Wolfgang Paul: Das Potsdamer Infanterie-Regiment 9. 1918–1945. Textband, 2. ergänzte und verbesserte Auflage, Osnabrück 1985, Biblio.
- Carl von Reinhard: Geschichte des Königlich Preußischen Ersten Garde-Regiments zu Fuß zurückgeführt auf die historische Abstammung des Regiments vom 1. Bataillon Leibgarde, vom Regiment Garde und dem Grenadier-Garde-Bataillon 1740–1857. Potsdam 1858.
- Deutsches Soldatenjahrbuch 1970. 18. Deutscher Soldatenkalender, München 1970, Schild.
- Semper-Talis-Bund e. V.: Semper Talis Nachrichtenblätter. (Vorkrieg) Nr. 33, 71 (Jubiläumsausgabe zum 250-jährigen Bestehen des Ersten Garderegiments zu Fuß), Potsdam 1928–1938, Selbstverlag.
- Gustav von Waldersee: Das erste Garde-Regiment zu Fuss für die illustrirte Stamm-, Rang- und Quartier-Liste der königlich-preußischen Armee. Berlin: Alexander Duncker 1854. Digitalisat